# ORP Burza
ORP Burza – polski niszczyciel (według nazewnictwa okresu dwudziestolecia międzywojennego kontrtorpedowiec) typu Wicher.
Zbudowany na podstawie zmodyfikowanych planów francuskich niszczycieli typu Bourrasque okręt, został zamówiony 2 kwietnia 1926 roku w stoczni Chantiers Navals Français w Blainville-sur-Orne. Początkowo okręt uzbrojony był w cztery ustawione pojedynczo armaty kalibru 130 mm, dwie armaty plot. kal. 40 mm, dwie trzyrurowe wyrzutnie torped 550 mm, dwie wyrzutnie i dwa miotacze bomb głębinowych oraz dwie pary torów minowych na 60 min kotwicznych – w trakcie służby uzbrojenie zmieniano. Zespół napędowy umożliwiał osiągnięcie maksymalnie do 33,8 węzła. Okręt wszedł do służby 10 sierpnia 1932 roku.
Wraz z bliźniaczym niszczycielem ORP „Wicher”, stworzył zalążek Dywizjonu Kontrtorpedowców. W okresie międzywojennym odbył liczne wizyty w wielu portach nadbałtyckich, reprezentował też Marynarkę Wojenną RP na rewii morskiej w Spithead przy okazji koronacji Jerzego VI. Tuż przed wybuchem II wojny światowej został skierowany do Wielkiej Brytanii w ramach planu „Peking”. Uczestniczył w kampaniach norweskiej i francuskiej, a także bitwie o Atlantyk, prowadząc działania patrolowe oraz w eskorcie konwojów. W 1944 roku jednostka została wycofana do rezerwy, pełniąc w tym czasie funkcje okrętu szkolnego i bazy dla okrętów podwodnych. Po wojnie sprowadzony w 1951 roku do Polski, po remoncie i przebudowie pełnił służbę jako okręt obrony przeciwlotniczej.
Po wycofaniu z linii, od 31 maja 1960 roku przez następne 16 lat pełnił funkcję okrętu-muzeum Marynarki Wojennej PRL, odwiedziło go w tym czasie blisko 3,75 mln zwiedzających. Złomowany w 1977 roku, niektóre elementy jego uzbrojenia i wyposażenia zachowały się w muzeach.

## Geneza i zamówienie okrętu

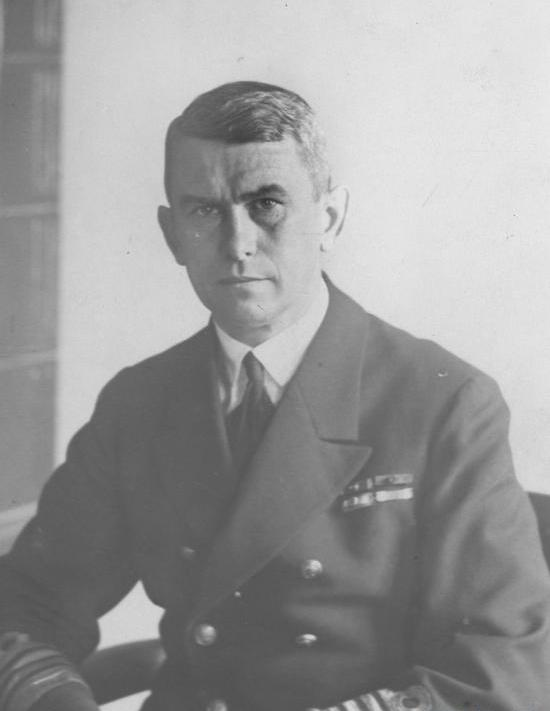
Pierwsze niszczyciele MW RP – w tym „Burza”, zostały zamówione dzięki refleksowi i inicjatywie kmdr. Jerzego Świrskiego

W 1924 roku Kierownictwo Marynarki Wojennej opracowało tzw. mały plan rozbudowy floty. Jego realizacja miała zapewnić Marynarce Wojennej II RP, użytkującej dotychczas głównie niewielkie, mocno wyeksploatowane i przestarzałe okręty pochodzące z flot zaborców, nowoczesne okręty, odpowiednie do zadań przewidzianych dla MW. Ponieważ w kraju nie było infrastruktury do budowy potrzebnych okrętów, miały być one zakupione w stoczniach zagranicznych. Plan zakładał zakup 2 krążowników, 6 kontrtorpedowców, 12 torpedowców i 12 okrętów podwodnych.
Jednakże już jesienią 1925 roku w związku z kryzysem ekonomicznym Minister Spraw Wojskowych gen. Sikorski był zmuszony do ograniczenia zamówień: postanowiono zakupić jedynie 3 okręty podwodne. Przetarg na ich budowę wygrała francuska stocznia Chantiers et Ateliers Augustin Normand w Hawrze. Jednocześnie doszło do nacisków ze strony rządu francuskiego na rząd polski, by budowę okrętów podwodnych zlecić firmie Chantiers Navals Français, jej udziałowcem był bowiem Minister Spraw Zagranicznych Francji, Aristide Briand – Francuzi wykorzystali to, że w tym czasie ambasador Polski we Francji, Alfred Chłapowski, zabiegał o udzielenie pożyczki przez rząd francuski dla upadającego Banku Cukrownictwa, którego był prezesem. W wyniku tych nacisków, na spotkaniach w Inowrocławiu pomiędzy Sikorskim a Chłapowskim oraz pomiędzy Sikorskim a szefem KMW, kmdr. Świrskim przyjęto kompromisowe rozwiązanie: w stoczni Chantiers Navals Français, ze względu na jej brak doświadczenia w budowie okrętów podwodnych, nie będzie się zamawiać tych okrętów, zleci się jej natomiast wybudowanie dwóch niszczycieli.
Pertraktacje ze stocznią w sprawie umowy na budowę okrętów trwały od listopada 1925 roku. 16 marca 1926 roku Komitet Ekonomiczny Rady Ministrów zaaprobował umowę na budowę dwóch niszczycieli i upoważnił kmdr. Świrskiego do jej podpisania. Umowa podpisana została 2 kwietnia 1926 roku w Paryżu, ze strony stoczni parafował ją jeden z jej udziałowców i zarazem dyrektor, inż. E. Dhôme. Cenę obydwu niszczycieli z uzbrojeniem i amunicją ustalono na 2 404 200 dolarów. Drugi z zamówionych okrętów, późniejsza „Burza”, miał być przekazany zamawiającemu w terminie 39 miesięcy od zawarcia umowy.

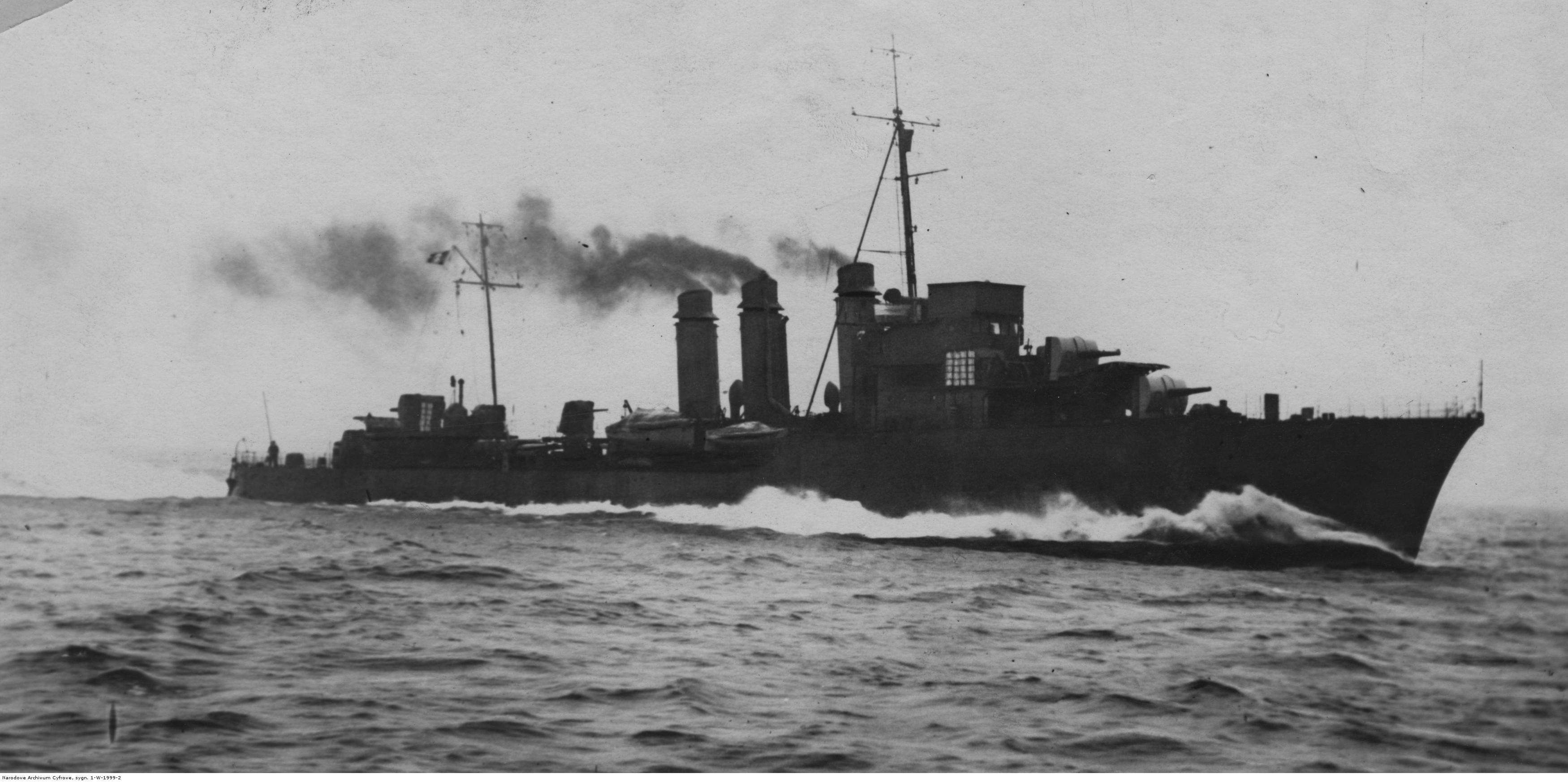
Francuski niszczyciel typu Bourrasque, na którym bazowały plany konstrukcyjne „Burzy”

Budowane okręty miały być wzorowane na francuskich niszczycielach „Orage” i „Ouragan”, należących do typu Bourrasque (Simoun), które Marine nationale zamówiła w Chantiers Navals Français w 1922 roku. Na życzenie strony polskiej do projektu okrętów wprowadzono szereg zmian, w celu wyeliminowania niedomagań konstrukcyjno-taktycznych m.in.: złego rozplanowania urządzeń okrętowych, braku podwójnego dna w żywotnych częściach okrętu, niewystarczającego uzbrojenia przeciwlotniczego.
W umowie przewidziano kary za opóźnienia w budowie, niedotrzymanie charakterystyk wyszczególnionych w specyfikacji oraz nagrody za osiągnięcie przez okręt lepszych niż zakładano charakterystyk. Określono sposoby płatności, szczegóły technicznego wykonania i odbioru budowanych okrętów, ubezpieczenia, gwarancji. Ustalono, że w razie nieporozumień pomiędzy stronami umowy rozstrzygać je będzie superarbiter wybrany przez sąd arbitrażowy przy Międzynarodowej Izbie handlowej w Paryżu. Jak się później okazało, paragraf zapewniający odwołanie do arbitrażu znalazł zastosowanie podczas budowy „Burzy”.

## Nazwa
Wyboru nazw („Wicher”, „Burza”) dla budowanych w Blainville niszczycieli, określanych wówczas jako kontrtorpedowce, dokonał Minister Spraw Wojskowych marsz. Józef Piłsudski rozkazem z dnia 27 lipca 1926 roku. Zapożyczono je od nazw francuskich okrętów typu Bourrasque, będących pierwowzorami konstrukcji polskich niszczycieli: „Burza” odpowiada pod względem znaczenia nazwie niszczycieli „Orage” lub „Tempête”.
Wśród braci marynarskiej okręt nazywano nieformalnie „Ciotką Burzą”.

## Opis konstrukcji
„Burza” pod względem konstrukcji i danych taktyczno-technicznych zaraz po wybudowaniu nie różniła się niemal zupełnie od bliźniaczego „Wichra”. Miała jedynie mniejszą wyporność standardową – 1400 ton i bojową – 1910 ton, wobec 1540 i 2010 ton „Wichra”. W trakcie ponad 40-letniej służby okrętu, w związku z przebudowami i zmianami wyposażenia okrętu, jego wyporność ulegała zmianom, a pod koniec służby wynosiła 2240,6 tony .
Długość całkowita okrętu wynosiła 106,9 metra, przy czym 104,8 metra na linii wodnej, a 100,9 metra pomiędzy pionami, największa szerokość – 10,5 metra, a zanurzenie – 3,5 metra (przy pełnym obciążeniu zanurzenie wzrastało do 3,8 metra).
Okręt miał stalowy kadłub, pokład w przedniej części był podniesiony o jeden poziom, na pokładach ustawione były trzy grupy nadbudówek. W przedniej nadbudówce znajdowały się m.in. główne stanowisko dowodzenia, stanowisko dalmierza oraz, w superpozycji do dziobowego stanowiska artylerii głównej nr 1, ustawiono na niej stanowisko artylerii głównej nr 2. Za nadbudówką znajdował się trójnożny maszt ze stanowiskiem obserwacyjnym. Za nim znajdowała się grupa nadbudówek z kuchniami, pomieszczeniami załogi oraz szybami wentylacyjnymi, która rozdzielona była przez trzy kominy. Na śródokręciu ustawione były dwa zespoły wyrzutni torpedowych, rozdzielone niewielką nadbudówką z reflektorem. Ostatnia grupa nadbudówek rufowych mieściła pomieszczenia dla personelu, kuchnię i urządzania wentylacyjne, znajdowały się na niej stanowisko nr 3 artylerii głównej, ustawione w superpozycji do stanowiska nr 4 oraz maszt rufowy z antenami radiostacji. Na śródokręciu na wysokości kominów ustawione były żurawiki z łodziami okrętowymi.
Napęd okrętu zapewniały umieszczone w jednej maszynowni dwie grupy turbin systemu Parsonsa, o łącznej mocy rzeczywistej 35 000 KM. Maksymalna ilość obrotów wału śrubowego przy biegu naprzód wynosiła 360 obr./min, a dla biegu wstecz – 225 obr./min. Umożliwiło to uzyskanie na próbach maksymalnej prędkości 33,8 węzła. Prędkość ekonomiczna wynosiła 15 węzłów, a zasięg przy prędkości ekonomicznej – 3000 Mm. Okręty napędzały 2 trójłopatowe śruby.
Parę do napędu turbin generowały trzy kotły opłomkowe (typów du Temple, Yarrow-Normand), umieszczone w dwóch kotłowniach – dziobowej (jeden kocioł) i na śródokręciu (dwa kotły). Parę do centralnego ogrzewania i napędu urządzeń pomocniczych generował kocioł pomocniczy, znajdujący się w nadbudowie dziobowej. Zapas wody do kotłów stanowiło 97 m³ wody w zbiornikach. Zapas paliwa wynosił 330 ton ropy, zmagazynowanej w 8 zbiornikach. Jednak ze względu na błędy konstrukcyjne część zapasu ropy i wody do kotłów nie mogła być wykorzystywana i musiała pozostać w zbiornikach jako płynny balast. Kotły zbudowane były przez Chantiers Navals Français w Blainville, a turbiny przez Ateliers et Chantiers de la Loire w Saint-Nazaire.

### Uzbrojenie

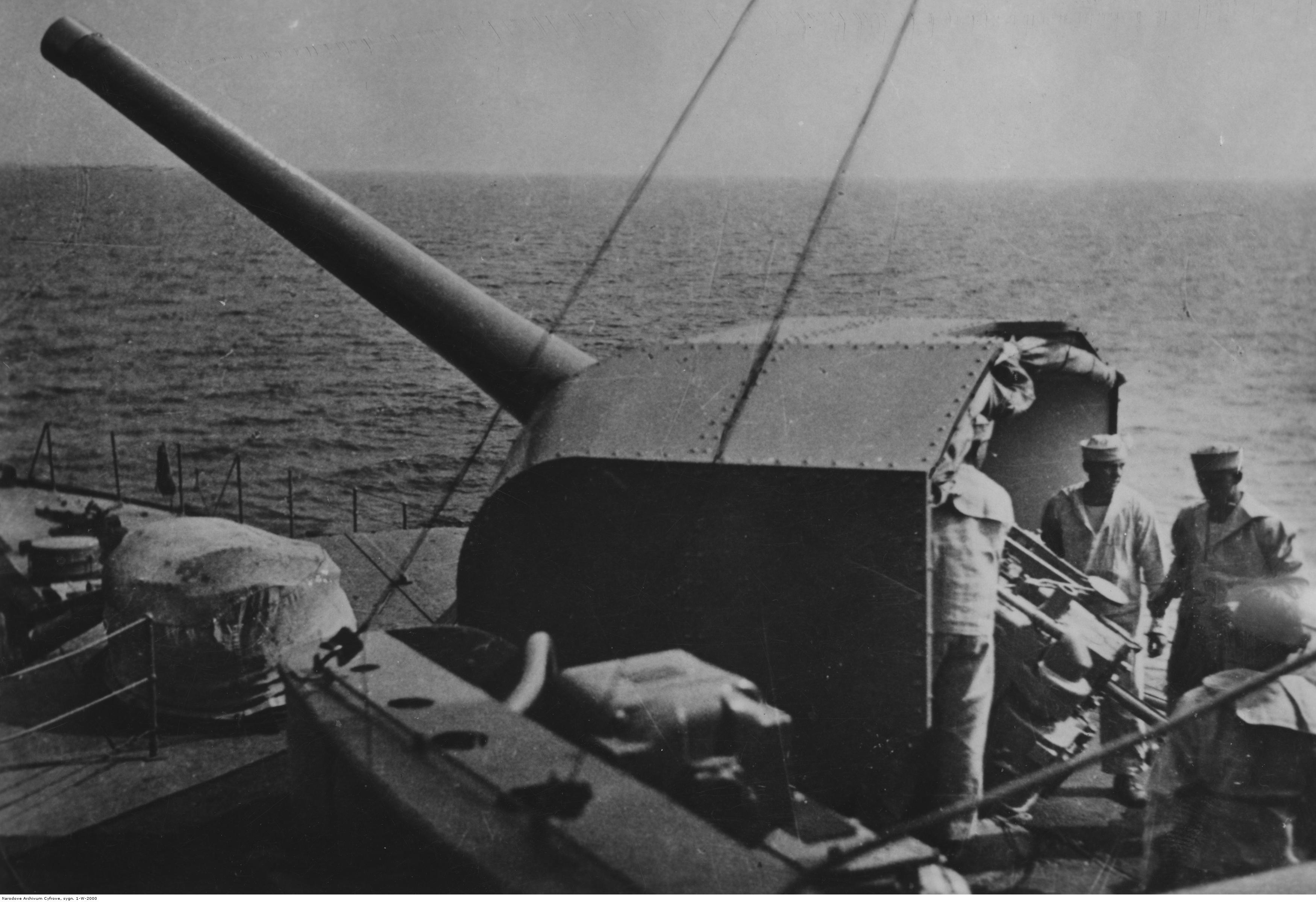
Działoczyny przy stanowisku artylerii głównej „Burzy”

Uzbrojenie okrętu w momencie przyjęcia do służby w 1932 roku stanowiły:
- 4 armaty kalibru 130 mm Schneider-Creusot wz. 1924 (4 × I), ustawione w osi symetrii okrętu, osłonięte półotwartymi maskami (przedpiersiami) przeciwodłamkowymi. Maski zaopatrzone były w brezentowe osłony, chroniące marynarzy obsługi przed złymi warunkami atmosferycznymi. Masa działa z osłoną wynosiła 12,7 tony[26][27]. Zapas amunicji wynosił 500 sztuk[28].
- 2 armaty kal. 40 mm Vickers-Armstrong wz. 28 (2 × I) na burtach na śródokręciu przy nadbudówce rufowej, na podstawach morskich R4SM. Masa z podstawą wynosiła 305 kg[29][30]. Zapas amunicji wynosił 1200 sztuk[28].
- 6 wyrzutni torpedowych kal. 550 mm (2 × III), ustawionych w płaszczyźnie symetrii okrętu na śródokręciu, z reduktorami dla torped kal. 533,4 mm i 450 mm. Wyrzutnie dostosowane były do francuskich torped kal. 550 mm 1923D[31][d], po zastosowaniu reduktorów można było strzelać torpedami 533,4 mm Mk IX i torpedami 450 mm wz. A[e]. Okręt przenosił 12 torped[28].
- 2 wyrzutnie bomb głębinowych umieszczone w tunelach pod pokładem na rufie. Tunele zamykane były klapami, bomby wyrzucane przy pomocy napędzanych elektrycznie ślimacznic z łańcuchami Galla. Zapas stanowiło 20 bomb BH200. Dodatkowo na burtach w części rufowej ustawione były 2 miotacze bomb głębinowych Thornycrofta(inne języki), z zapasem 10 bomb (po jednej na miotaczu i po 4 na stelażach obok).
- 2 pary torów minowych na rufie, na których ustawić można było do 60 min wz. 08.

W trakcie służby uzbrojenie okrętu ulegało zmianom. Już w 1935 roku dodano dwa podwójnie sprzężone najcięższe karabiny maszynowe Hotchkiss kal. 13,2 mm z celownikami systemu Le Prieur DAC940, ustawione na podstawach morskich typu R4SM na skrzydłach mostka przy głównym stanowisku dowodzenia (GSD), które miały wzmocnić obronę przeciwlotniczą. Zapas amunicji wynosił 10 tys. sztuk. W tym samym roku usunięto natomiast miotacze bomb głębinowych Thornycrofta.
Po przebazowaniu do Anglii, w listopadzie 1939 roku, kolejnemu wzmocnieniu uległo uzbrojenie przeciwlotnicze: na platformach po obu stronach zejściówki do maszynowni na śródokręciu ustawiono dwa poczwórnie sprzężone karabiny maszynowe Vickers Mk III kal. 12,7 mm. Monoblokowa lufa karabinu miała długość 762 mm i była chłodzona wodą. Lufy w zestawie ustawione były w płaszczyźnie pionowej jedna nad drugą, amunicja do każdej z nich podawana była taśmowo z magazynków bębnowych o pojemności 200 nabojów każdy. Karabiny miały kąt podniesienia od -5° do +80°, szybkostrzelność praktyczna wynosiła do 200 strzałów na minutę, a donośność pionowa do 1400 m. Masa zestawu wraz z podstawą wynosiła 1320 kg.
W trakcie remontu w maju 1940 roku okręt przezbrojono: usunięto tory minowe, podpokładowe zrzutnie bomb głębinowych oraz rufowy aparat torpedowy. W miejscu aparatu torpedowego ustawiono armatę przeciwlotniczą 76 mm 12 pdr Mk V na podstawie HA/LA IX**. Armata miała zamek klinowy, przystosowana była do amunicji zespolonej. Ładowanie, nastawianie na cel i odpalanie odbywały się ręcznie. Armata miała kąt podniesienia od -5° do +90°, szybkostrzelność praktyczna wynosiła do 20 strzałów na minutę, a donośność pionowa do 6300 m. Masa działa wynosiła 1000 kg. Ponadto zamontowano na rufie 2 rampowe zrzutnie bomb głębinowych, na bomby typu D i dodano 2 miotacze bomb głębinowych Thornycrofta.
Gruntowne przezbrojenie okrętu nastąpiło w trakcie remontów na przełomie 1941/1942 roku, w związku ze zmianą funkcji okrętu na niszczyciel eskortowy. Na miejscu działa nr 1 zamontowano wyrzutnię pocisków głębinowych typu Hedgehog. Z wyrzutni można było wystrzelić 24 pociski o masie 15,75 kg z zapalnikiem uderzeniowym na odległość do 270 metrów przed dziób okrętu. Na miejscu działa nr 3 zamontowano zestaw 4 armat przeciwlotniczych kal. 40 mm QF HA Mk VIII (1 × IV) („pom-pom”) na podstawie Mk VII. Kąt podniesienia armat wynosił od –10 do +80°, donośność w pionie do ok. 3960 metrów, szybkostrzelność 96-98 strzałów na minutę. Armaty zasilane były z zasobników zawierających 112 nabojów i doładowywane kartridżami po 14 nabojów. Obrót i zmiana elewacji luf realizowane były automatycznie (elektryczno-hydraulicznie) lub ręcznie, odpalanie wyłącznie ręczne. Masa zestawu wynosiła 8,7 tony, obsługiwało go 8 marynarzy. Usunięto karabiny maszynowe, na ich miejscu na skrzydłach pomostu i na śródokręciu, po obu stronach trzeciego komina, ustawiono na pojedynczych podstawach Mk III 4 armaty przeciwlotnicze kal. 20 mm Oerlikon Mk I (4 × I). Ich kąt podniesienia wynosił od –5° do +80°, donośność skuteczna w pionie do ok. 914 metrów, szybkostrzelność 450 strzałów na minutę, strzelca osłaniała stalowa tarcza o grubości 10 mm. Podczas tego remontu zdemontowano dwa stare miotacze bomb głębinowych Thornycroft Mk II i w to miejsce zamontowano nowe miotacze bomb głębinowych Thornycroft Mk IV, dodając jeszcze dwie sztuki. Zapas bomb głębinowych zwiększono do 110 sztuk. Ostatni remont przeprowadzono w 1944 roku. Wtedy też zdemontowano ostatnią wyrzutnię torpedową.
Po powrocie do kraju po zakończeniu wojny uzbrojenie okrętu zmieniono, co wynikało ze zmiany dostawcy uzbrojenia, którym wówczas stał się ZSRR, i nowej funkcji okrętu. Od 1955 roku artylerię główną, rozlokowaną tak jak w ustawieniu przedwojennym, stanowiły 4 działa B-34U kal. 100 mm. Armaty umieszczone były w półotwartych osłonach przeciwodłamkowych, masa pojedynczego zestawu wynosiła 12,5 tony. Armata miała lufę o długości 5600 mm, jej kąt podniesienia wynosił od –5° do +85°, a donośność dochodziła do 22 tys. metrów. Ładowano ją ręcznie, odpalano ręcznie lub elektrycznie. Artylerię przeciwlotniczą stanowiły 4 podwójne działa W-11 kal. 37 mm ustawione na skrzydłach pomostu i nadbudówki rufowej. Były to armaty automatyczne, o szybkostrzelności 150 strzałów/min., kąt elewacji luf wynosił od –10° do +85° a donośność w pionie – 4000 metrów. Masa działa wraz z podstawą wynosiła 1350 kg. Ponadto okręt uzbrojony był w pojedynczą ramową zrzutnię bomb głębinowych B-1 na rufie i 4 miotacze bomb głębinowych Thornycrofta Mk IV, na rufie ustawiono też 2 tory minowe dla 60 min wz. 08/39 .
Po przekształceniu okrętu na okręt-muzeum zamiast działek W-11 kal. 37 mm ustawiono na okręcie pojedyncze działka 70-K kal. 37 mm .

### Wyposażenie

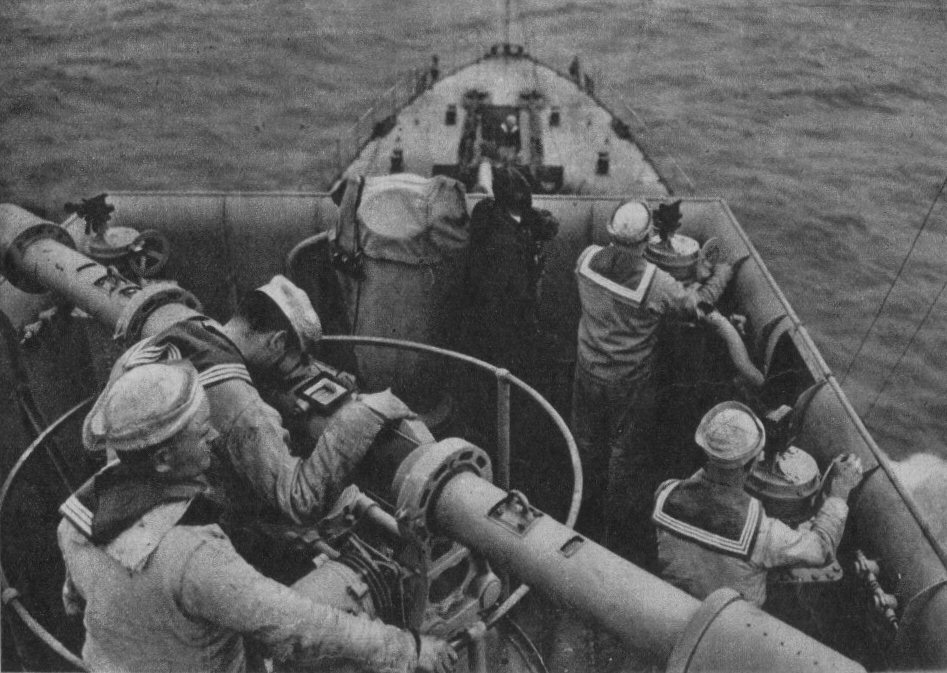
Obsługa dalmierza na „Burzy”

Niszczyciel wyposażony był w radiostacje: główną SM1K, krótkofalową RKD/K oraz alarmową Y, a także radionamiernik R-J. Posiadał echosondę Challenger MS IV, dalmierz na pomoście bojowym oraz hydrofony ultradźwiękowe Ultra-Sonor.
W trakcie służby wyposażenie elektroniczne ulegało zmianom. W maju 1940 roku okręt otrzymał ASDIC typu AS 30 DCs. W lipcu 1941 roku na miejscu dalmierza zamontowano radar kierowania ogniem typu 285, który w trakcie modernizacji okrętu w 1942 roku zastąpiono radarem typu 291. Ponadto w 1942 roku na platformie dalmierza ustawiono radar wykrywania nawodnego typu 271 w charakterystycznej pleksiglasowej obudowie. W tym też czasie okręt wyposażono w system identyfikacji „swój-obcy” typu 252, zaś na bocznych powierzchniach maski działa nr 2 zamontowano po dwie prętowe wyrzutnie flar oświetlających. W kwietniu 1943 roku radionamiernik na przedniej ścianie pomostu wymieniono na nowszy, typu MF/DF, zaś na rufie ustawiono maszt z radionamiernikiem wysokiej częstotliwości HF/DF (Huff-Duff). „Burza” po zakończeniu działań wojennych powróciła do kraju bez wyposażenia radioelektronicznego. W trakcie przebudowy w stoczni w Gdyni zainstalowano na niej stacje radiolokacyjne typów Gjuis1M4, Neptun, Lin, sonar typu Tamir 5N, systemy kierowania ogniem typów Moskwa i Kolco , radiostacje typów R-641 i R-609.
Na wyposażenie ratunkowe składały się wykonane w Warsztatach Portowych MW: 7-metrowy welbot, motorówka oficerska, dwie motorówki okrętowe i mała jola motorowa, ustawione na śródokręciu na wysokości kominów. Po remoncie powojennym na okręcie pozostawiono jedną małą szalupę wiosłową i motorówkę, dodano natomiast 10 tratw ratunkowych, rozmieszczonych po cztery na nadbudówce głównej i na stelażach na wysokości drugiego komina, oraz dwóch przy nadbudówce rufowej.
Od 1937 roku okręt wyposażony był w 12 pław dymnych i trał ochronny.
Przewidziana etatem załoga miała składać się z 10−12 oficerów oraz 150 podoficerów i marynarzy, w trakcie działań wojennych liczba osób zaokrętowanych wzrosła do 172.

### Malowanie
Początkowo, po przekazaniu okrętu MW, burty kadłuba ponad linią wodną, nadbudówki, kominy, maszty, uzbrojenie, osprzęt ratunkowy i wyposażenie pokładowe były pomalowane jasnoszarą farbą, pokłady pomalowano farbą szarą, o odcieniu ciemniejszym niż ta, którą pomalowano burty i nadbudówki. Część kadłuba poniżej linii wodnej okrętu oraz podwodne części kadłubów łodzi motorowych były koloru rdzawoczerwonego (minia). Pas na linii wodnej, kołpaki kominów i kotwice pomalowane były na czarno. Drewniane elementy szalup i łodzi ratunkowych (nadburcia, górne części pawęży, stery, ławki, gretingi i wiosła) pozostawiono w naturalnym kolorze drewna, części wewnętrzne ich kadłubów pomalowane były na kolor biały, natomiast zewnętrzne części kadłubów szalup pomalowano na kolor jasnoszary. W związku z tym, że odcień farby, którą pomalowano „Burzę” w stoczni okazał się jaśniejszy niż tej, którą pomalowany był „Wicher”, co okazało się po przybyciu okrętu do Gdyni, okręt musiał być w ekspresowym tempie (w przeddzień rejsu do Szwecji) przemalowany na kolor odpowiadający kolorowi farby „Wichra”.
Okręt otrzymał znak burtowy „B”, namalowany na obu burtach w części dziobowej. Litery namalowane były białą farbą, miały czarne cienie i wysokość ok. 3 metrów. W 1938 roku, w związku ze zmianą przepisów o symbolach identyfikacji okrętów, zamalowano białe litery „B” na burtach. Po przybyciu do Wielkiej Brytanii we wrześniu 1939 roku na burtach na wysokości GSD oraz na rufie namalowano kolorem czarnym przypisany okrętowi znak taktyczny: H 73. W służbie od 3 kwietnia 1955 do 31 maja 1959 roku okręt miał przypisany znak taktyczny N-52, przy czym na burcie wymalowana była tylko liczba „52”.
Po remoncie okrętu, który miał miejsce po przybyciu do Wielkiej Brytanii od listopada 1939 do stycznia 1940 roku, cały okręt przemalowano na kolor ciemnoszary. Jedynym nietypowym dla tego standardowego malowania okrętów Royal Navy elementem była fala koloru białego, namalowana na dziobie tuż przy linii wodnej, która miała utrudnić przeciwnikowi prawidłową ocenę szybkości płynącego okrętu. W czerwcu 1940 roku okręt otrzymał dwubarwny kamuflaż typu Western Approaches – tworzyły go geometryczne, białe lub szaroniebieskie segmenty. Po remoncie, który skończył się we wrześniu 1942 roku, zmieniono malowanie „Burzy” na kamuflaż typu Reversed Western Approaches, również dwukolorowy, biały i szaroniebieski. Po przejściu do zadań szkolnych w 1944 roku okręt przemalowano na jednolity, szary kolor, który, po zakończeniu działań wojennych, zmieniono na jasnoszary.
Po powrocie do kraju i przebudowie w kwietniu 1955 roku, malowanie okrętu uległo zmianie. O ile część podwodna i pas na linii wodnej pozostały w tych samych kolorach (odpowiednio – minii i czarnym), to elementy nadwodnej części kadłuba pomalowano na kolor ciemnoszary, zaś pokłady na kolor ceglastobrązowy. Ponadto tuż nad czarnym pasem linii wodnej domalowano cienki, biały paseczek, zaś na burcie, cofnięty w stosunku do GSD, pojawił się znak taktyczny „52”, namalowany białą farbą z czarnym cieniowaniem. Kapy kominów pozostały w kolorze czarnym, tratwy ratunkowe natomiast otrzymały kontrastowe, czerwono-białe barwy. W roku 1960 wzór malowania zmienił się: pokłady okrętu przemalowano na kolor ciemnoszary, z burt znikł numer taktyczny (w związku ze zmianą numeru na „272”). Takie malowanie okręt zachował do końca swej służby, także po przejściu do roli okrętu-muzeum.

## Budowa

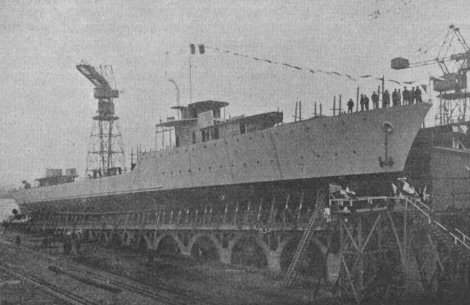
Kadłub „Burzy” na pochylni przed wodowaniem, 16 kwietnia 1929 roku

Stępkę pod budowę „Burzy” położono 1 listopada 1927 roku na pochylni w Blainville. Jednocześnie z pracami nad kadłubem rozpoczęto prace przy budowie turbin, na zlecenie głównego wykonawcy realizowane przez Ateliers et Chantiers de la Loire w Saint-Nazaire.
Nad budową okrętu czuwała komisja nadzoru budowy okrętów polskich we Francji. Jej przewodniczącym był kmdr por. inż. Xawery Czernicki, a zastępcą kmdr por. inż. Stanisław Rymszewicz. Bezpośrednio budowę „Burzy” nadzorowali st. bosman Józef Wojtkowiak, kmdr por. inż. Aleksander Rylke (odpowiedzialny za sprawy kadłubowe), kmdr ppor. inż. Alojzy Czesnowicki (turbiny), por. mar. inż. Zbigniew Wroczyński (kotły), kpt. mar. inż. Witold Szulc (maszyny główne i pomocnicze).
Budowa turbin od początku napotykała problemy – już w listopadzie 1927 roku stwierdzono pęknięcie nadlewu statora turbiny wysokoprężnej prawej burty. Komisja nadzorcza zgodziła się na propozycję stoczni, by zreperować tę część. W kwietniu następnego roku stwierdzono wady (porowatość) w wykonaniu statorów innych turbin. Części te zostały odrzucone przez Komisję, stocznia musiała więc wykonać nowe statory, co spowodowało kilkunastotygodniowe opóźnienie w budowie turbin. Gotowe turbiny dostarczono do Blainville dopiero w kwietniu 1929 roku.
Do opóźnień doszło także przy budowie kadłuba i kotłów. Opóźnienia te wynikały z przerw w pracy, związanych ze strajkami pracowników stoczni w Blainville, silnymi mrozami na przełomie roku 1927/1928 oraz kłopotami finansowymi stoczni, które zakończyły się jej upadłością. Ostatecznie stocznia trafiła pod zarząd sądowy, a rząd francuski, którego prestiż został zagrożony w związku z widmem niezrealizowania zamówienia na uzbrojenie dla sojusznika, zapewnił kredyty na kontynuację realizacji kontraktu z rządem polskim. Wstrzymanie prac związane z ogłoszeniem upadłości stoczni przyczyniło się do blisko trzymiesięcznego, w stosunku do harmonogramu, opóźnienia w budowie „Burzy”. Także budowa kotłów uległa opóźnieniu. W październiku 1928 roku stwierdzono defekty w odlewie dennicy kolektora kotła nr 3, który, w związku z koniecznością wykonania nowego odlewu, został zamontowany dopiero po wodowaniu okrętu. Stocznia była zmuszona zamówić wykonanie u podwykonawcy nowego odlewu, który został dostarczony dopiero 18 stycznia 1929 roku. Tym niemniej wiosną 1929 roku prace przy budowie „Burzy” były na tyle zaawansowane (w pierwszej połowie kwietnia ukończono montaż i instalację turbin oraz dwóch kotłów), że zdecydowano nie czekać na zmontowanie kotła nr 3 i zwodować okręt. Trzeci kocioł, nad którym prace były opóźnione o trzy miesiące, miał być zainstalowany w kadłubie po zwodowaniu okrętu.
Wodowanie okrętu odbyło się 16 kwietnia 1929 roku. Na uroczystości w stoczni Blainville stronę polską reprezentowali radca ambasady polskiej w Paryżu Anatol Mühlstein, attaché wojskowy i morski płk Błeszyński oraz szef KMW kmdr Świrski wraz z członkami komisji nadzorczej. Ze strony francuskiej wystąpili adm. Brisson w imieniu ministerstwa marynarki oraz prezes Chantiers Navals Française adm. Dumesnil i dyrektor Le Boullenger. Matką chrzestną została żona płk Błeszyńskiego, pani A. Błeszyńska. Przebieg wodowania był pomyślny, w przeciwieństwie do wodowania „Wichra”, który utknął na płozach pochylni i musiał być ściągnięty przez holowniki.
Trzeci kocioł ustawiono na okręcie 2 czerwca 1929 roku. Do lipca ukończono instalowanie rurociągów, zamknięcie pokładów, montaż kominów. Podczas prób wstępnych kotłów, przeprowadzonych 19 lipca, stwierdzono poważne usterki w wykonaniu skraplaczy, które w związku z tym na żądanie strony polskiej musiały być wykonane od nowa. W rezultacie prace przy skraplaczach i turbinach przeciągnęły się do stycznia 1930 roku.

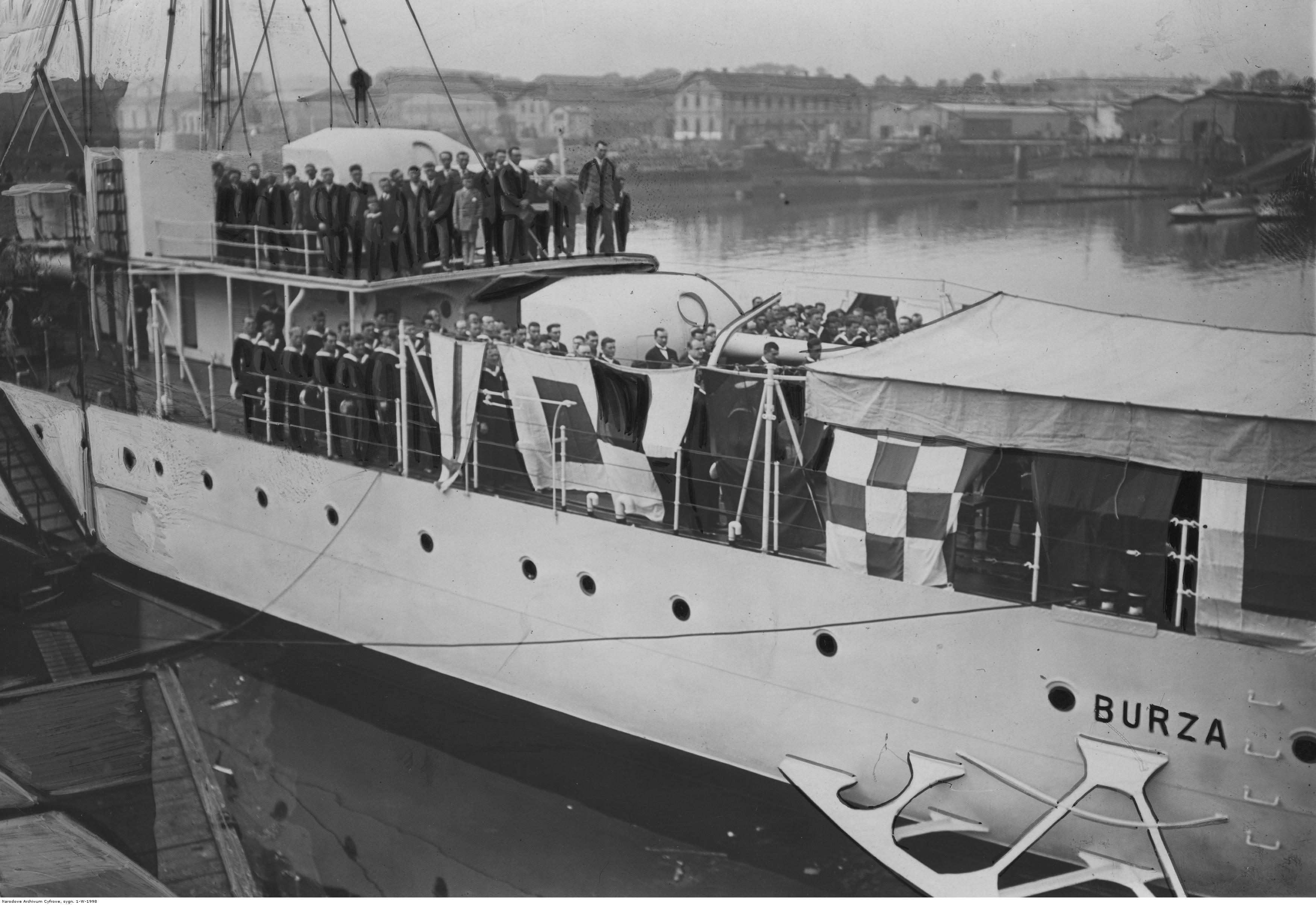
Uroczystość podniesienia bandery na ORP „Burza”

W lipcu 1930 roku, w związku z dużym zaawansowaniem prac konstrukcyjnych, KMW powołało komisję, która miała dokonać odbioru okrętu. W jej skład weszli: kmdr Czesław Petelenz (którego później w charakterze przewodniczącego zastąpił kmdr por. Włodzimierz Steyer), kmdr por. Aleksander Rylke, kmdr ppor. inż. Franciszek Bomba, kmdr ppor. Bolesław Sokołowski i kpt. mar. inż. Władysław Wolski. 22 sierpnia 1930 roku stocznia oficjalnie zgłosiła, że „Burza” jest gotowa do prób odbiorczych – oznaczało to ponad roczne opóźnienie w stosunku do warunków umowy. Tego dnia, podczas rejsu z Blainville do arsenału w Cherbourgu, odbyły się też pierwsze próby, w ich trakcie okręt obsadzony był francuską załogą pod dowództwem captaine de frégate Gibaulta. Po ich przeprowadzeniu stwierdzono deformacje, przekraczające dopuszczalną tolerancję, kolektorów parowych wszystkich trzech kotłów. W wyniku dochodzenia ustalono, że przyczyną było wadliwe wyżarzenie walczaków, które przeprowadził po nitowaniu podwykonawca, zakłady Schneider-Creusot. Komisja odbiorcza nie chciała przyjąć kotłów z tak poważnymi usterkami, o ile wykonawca nie przedłuży gwarancji dla kotłów nr 1 i 2 oraz nie dostarczy zapasowego kotła, na zastępstwo dla najbardziej wybrakowanego kotła nr 3. Na takie warunki przedstawiciele stoczni nie wyrazili zgody, w związku z tym komisja odrzuciła wszystkie kotły. Stocznia od tej decyzji odwołała się do sądu arbitrażowego. Superarbiter, którym wyznaczony został emerytowany oficer Royal Navy, kadm. inż. Mark Rundle, uznał wszystkie trzy kotły za wadliwie wykonane i w orzeczeniu wydanym 2 lutego 1930 roku potwierdził zasadność decyzji polskiej komisji odbiorczej. Orzeczenie to zobowiązywało stocznię do wymiany kotłów, do czego stocznia niezwłocznie przystąpiła. Wybudowanie nowych kotłów, demontaż starych i zamontowanie nowych miały potrwać razem około roku, co oznaczało kolejne opóźnienie w przekazaniu okrętu Polsce.
Próby odbiorcze wznowiono 11 lutego 1932 roku. W ich trakcie stwierdzono kolejne uchybienia w wykonaniu okrętu, niektóre z nich miały znamiona sabotażu ze strony robotników portowych. W trakcie prób doszło także do kolizji z bliźniaczym niszczycielem francuskim, zaś podczas prób prędkości doszło do awarii prawej śruby, która została uszkodzona przez urwaną osłonę wału. Poprawki usterek i uszkodzeń trwały do czerwca, w lipcu odbyły się ostatnie próby. W tym czasie, 7 lipca, na poligonie pod Cherbourgiem zatonął okręt podwodny „Prométhée”, również będący w trakcie prób odbiorczych. Załoga „Burzy” na życzenie prefektury określiła za pomocą echosondy pozycję zatopionego okrętu i oznaczyła je bojką. Ponieważ próby odbiorcze przebiegły pomyślnie, 10 sierpnia 1932 roku na „Burzy” uroczyście podniesiono banderę polskiej Marynarki Wojennej. Dokonał tego bosman Stanisław Mielnik, który w ten sposób został uhonorowany za wybitny wkład pracy w nadzór nad budową i odbiór okrętu. Budowa okrętu trwała 6 lat, 3 miesiące i 12 dni – o 33 miesiące dłużej, niż przewidywał to harmonogram przyjęty wraz z umową. „Burza” pod dowództwem kmdr. ppor. Bolesława Sokołowskiego 15 sierpnia 1932 roku udała się w rejs do Brestu, gdzie pobrano amunicję, a stamtąd do Gdyni, do której przybyła 19 sierpnia.

## Służba

### Okres przedwojenny

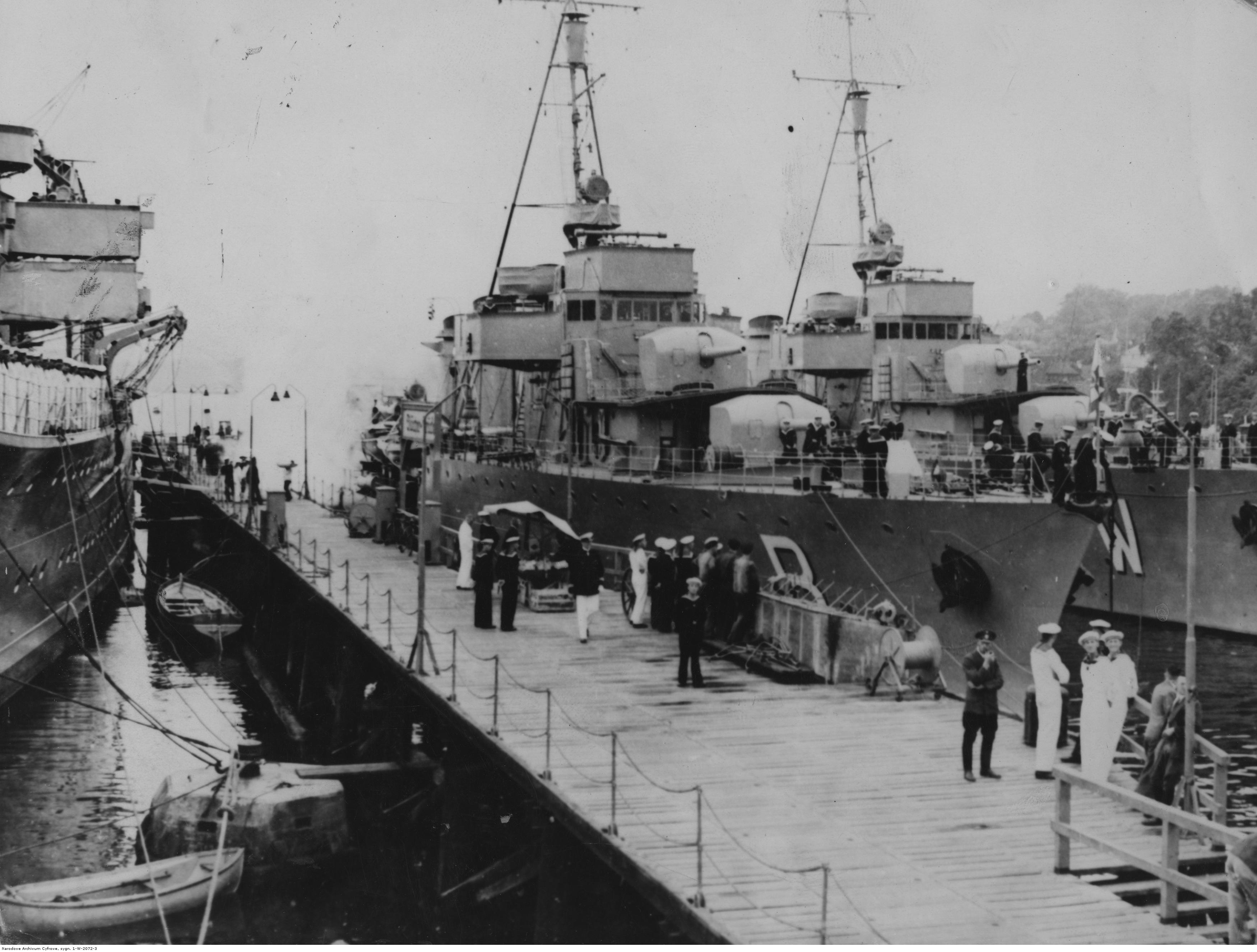
Stalowi ambasadorzy – OORP „Burza” i „Wicher” podczas wizyty w Kilonii w 1935 roku. Z lewej strony nabrzeża lekki krążownik Kriegsmarine typu K

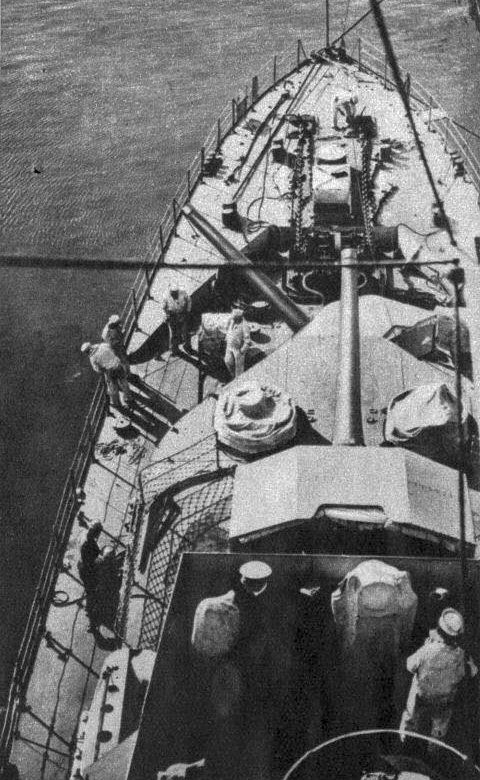
Widok z platformy reflektora na GSD i pokład dziobowy

Po przybyciu do Gdyni załoga okrętu włączyła się w przygotowania do wizyty zagranicznej, którą eskadra polskiej floty (w jej składzie miały być obydwa nowo wybudowane niszczyciele i 3 okręty podwodne) miała złożyć w Sztokholmie. W ramach tychże przygotowań niezbędne okazało się przemalowanie okrętu, ponieważ farba, jaką go pomalowano, była jaśniejsza od tej, którą pomalowany był bliźniaczy „Wicher”. Wizyta trwała od 25 do 29 sierpnia 1932 roku. W jej trakcie na pokładzie „Burzy” odbyły się przyjęcia, wydane przez kmdr. Unruga dla dowódców szwedzkich okrętów i dla szwedzkich podoficerów. Po powrocie do Gdyni załoga przystąpiła do ćwiczeń w celu uzyskania pełnej sprawności bojowej. 29 czerwca 1933 roku okręt wziął udział w urządzonej z okazji Święta Morza defiladzie na gdyńskiej redzie. W dniach 24–29 czerwca 1934 roku Dywizjon Kontrtorpedowców, w którego składzie była „Burza”, z kadm. Unrugiem odbył kurtuazyjną wizytę w Leningradzie. Była to pierwsza wizyta polskich okrętów w portach radzieckich – okręty zawinęły początkowo do Kronsztadu, później przepłynęły do ujścia Newy. Kmdr Unrug odbył podróż do Moskwy na spotkanie z dowództwem MW ZSRR. Tego roku „Burza” zawitała też z nieoficjalną wizytą w Kopenhadze.
W 1935 roku na zaproszenie władz niemieckich, okręty dywizjonu odwiedziły Kilonię podczas organizowanych corocznie regat Kieler Woche. Tego roku „Burza” wraz z bliźniaczym „Wichrem” odwiedziła też Helsinki (7–10 lipca) oraz Tallin (17–20 lipca). Częste wizyty zagraniczne spowodowały, że okręty Dywizjonu określać poczęto mianem „stalowych ambasadorów”. Poza prezentowaniem bandery rejsy na wizyty kurtuazyjne miały na celu zacieśnianiu przyjacielskich relacji z krajami bałtyckimi, zaznajomienie załóg z akwenami, na których miałyby działać podczas potencjalnego konfliktu oraz przygotowanie gruntu do nawiązania współpracy – pod względem możliwości korzystania z baz państw nadbałtyckich. 6 sierpnia Dywizjon KT pod dowództwem kmdr. Steyera wyruszył w kolejną podróż, tym razem do Kopenhagi. W trakcie podchodzenia do Langeline „Burza” przeszła zbyt blisko jednej z pław wyznaczających tor wodny i lekko uszkodziła sobie jedną ze śrub.
W marcu 1937 roku „Burza” została wyznaczona jako okręt, który miał reprezentować Marynarkę Wojenną podczas rewii morskiej w Spithead, mającej uświetnić koronację Jerzego VI na króla Wielkiej Brytanii. W ramach przygotowań do tej wizyty okrętowe mesy zostały wyposażone w elementy wystroju reprezentacyjnego: obrazy ścienne, świeczniki, żardinierki, patery na wizytówki, zastawy srebrne i porcelanowe. 15 maja okręt opuścił Gdynię i przez cieśniny duńskie, Morze Północne i Kanał La Manche 18 maja dotarł do Portsmouth. Po przybyciu dowódca okrętu, kmdr ppor. Władysław Kodrębski złożył wizytę głównodowodzącemu w bazie Portsmouth, adm. Williamowi Fisherowi na HMS „Victory”. 20 maja zgromadzone na rewię okręty oddały salut królowi Jerzemu VI, który przybył na jachcie „Victoria & Albert” odebrać defiladę. Dowódcy okrętów zostali zaproszeni na pokład jachtu na spotkanie z królem. Wieczorem „Burzę” odwiedził natomiast minister spraw zagranicznych Józef Beck w towarzystwie innych członków polskiej delegacji. W kolejnych dniach załoga okrętu wzięła udział w przyjęciach na lądzie i wycieczkach. Wizyta zakończyła się 23 maja, okręt powrócił do Gdyni trzy dni później. W sierpniu 1937 roku okręt odwiedził jeszcze Tallin i Rygę.

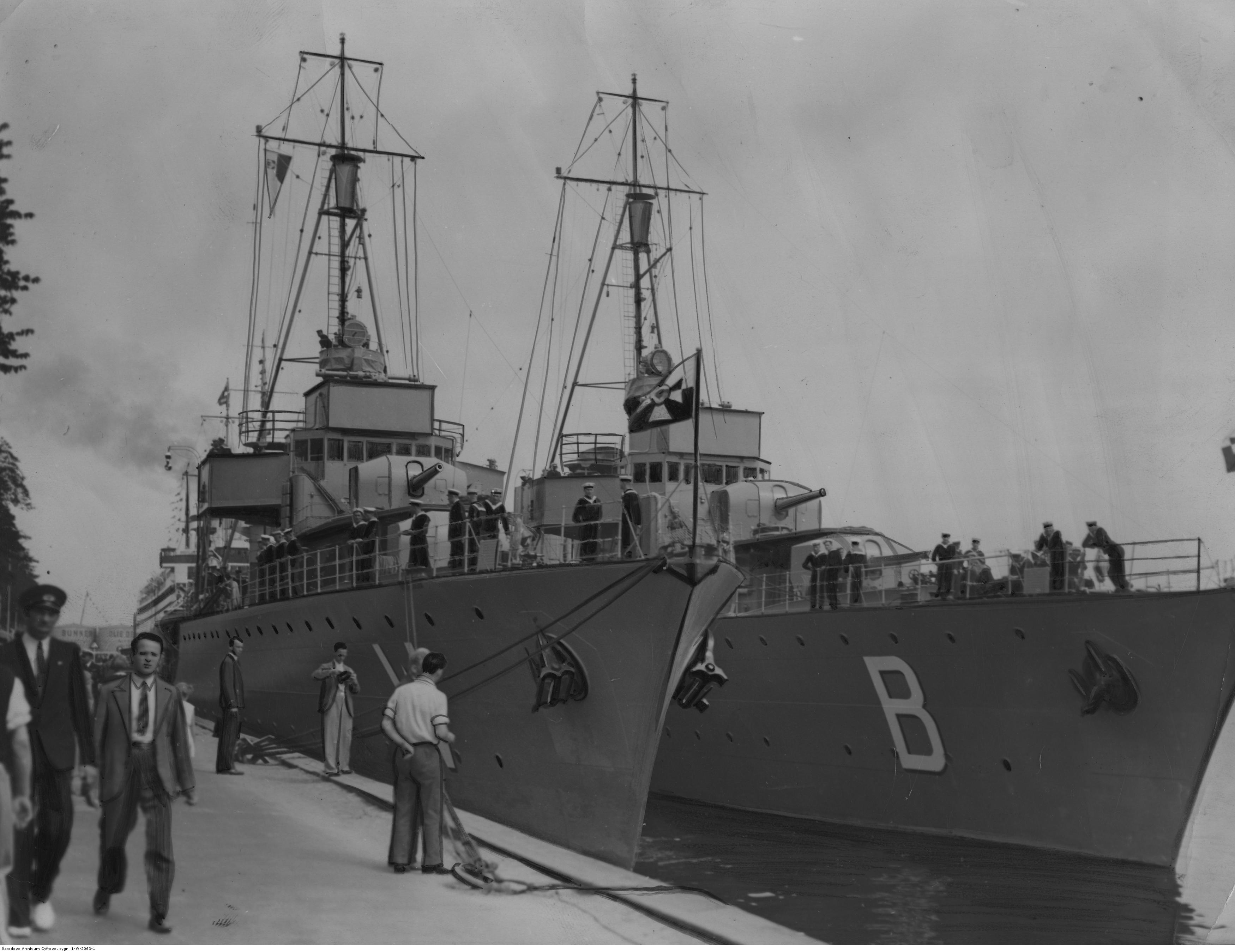
OORP „Burza” i „Wicher” przy nabrzeżu w Kopenhadze w 1934 roku

Zimą 1937 roku na okręcie dokonano przeróbek, polegających m.in. na wzmocnieniu falochronu na dziobie, wmontowaniu poręczy na pomoście nawigacyjnym, wymianie części rur, wyposażeniu okrętu w 12 pław dymnych (6 przy aparatach torpedowych, 6 pod platformą dalmierza) oraz w trał przeciwminowy. Rozpoczęto też opracowywanie planów przebudowy i przezbrojenia okrętu, tak by upodobnić jego sylwetkę do sylwetki okrętów typu Grom, zunifikować uzbrojenie obydwu typów niszczycieli oraz wzmocnić jego uzbrojenie przeciwlotnicze. Przebudowę tę zaplanowano na lata 1940–1942.
W marcu 1939 roku okręty Dywizjonu KT postawiono w stan gotowości bojowej w związku z aneksją Kłajpedy, jakiej dokonały Niemcy, i związanymi z nią manewrami okrętów Kriegsmarine na Bałtyku. Obawiano się, czy przy okazji podobny los nie spotka także Gdańska, mającego wówczas status wolnego miasta. Gdy napięcie zmalało, stan gotowości bojowej obniżono. W połowie miesiąca „Burza” wyszła z portu na spotkanie ORP „Sęp”, który na poligonie Horten u wybrzeży Norwegii odbywał próby zdawczo-odbiorcze. W związku z obawami, że w razie wybuchu wojny budowany w Holandii okręt zostanie odcięty od kraju, miano go sprowadzić jeszcze przed zakończeniem prób. 16 kwietnia „Burza” dobiła do „Sępa”, przekazała na niego niezbędną załogę i uzbrojenie, a następnie eskortowała go do Gdyni.

### Przejście do Anglii

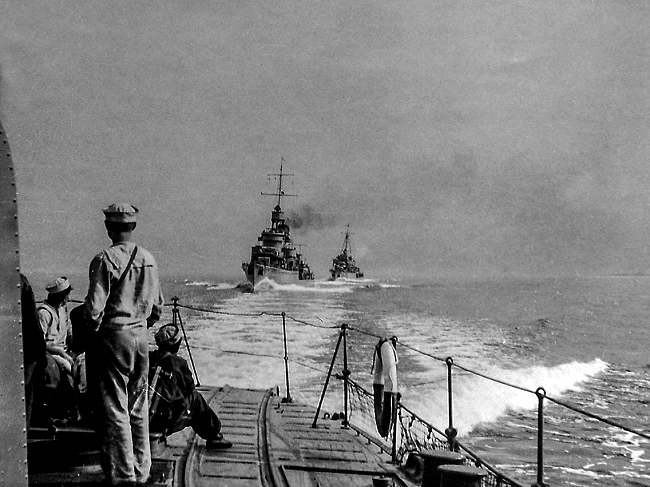
Okręty Dywizjonu Kontrtorpedowców w trakcie realizacji planu „Peking”. „Burza” widoczna na końcu szyku, za rufą „Groma”

Na wypadek wojny, w celu zachowania okrętów zagrożonych zniszczeniem w konfrontacji z przeważającymi siłami Luftwaffe i Kriegsmarine, KMW w porozumieniu z Generalnym Inspektorem Sił Zbrojnych opracowało plan przebazowania niszczycieli Dywizjonu KT tuż przed rozpoczęciem działań wojennych do portów Wielkiej Brytanii, znany pod kryptonimem „Peking”. Plan zrealizować miały OORP „Błyskawica”, „Grom” i „Burza”. 30 sierpnia 1939 roku dowódca „Burzy”, kmdr ppor. Stanisław Nahorski, został wezwany na pokład „Błyskawicy” na odprawę u dowódcy Dywizjonu, kmdr por. Romana Stankiewicza, na której poinformowany został o planie i o tym, że wydano rozkaz jego natychmiastowego wykonania. O godz. 14:15 okręty Dywizjonu odkotwiczyły i w szyku torowym, który zamykała „Burza”, wyruszyły w drogę do Anglii. Załoga dopiero w trakcie rejsu została poinformowana o celu rejsu. Podczas przejścia do Anglii Dywizjon był kilkukrotnie zaobserwowany przez okręty Kriegsmarine na wodach Bałtyku i u wrót do cieśnin duńskich, a na wodach Skagerraku był śledzony przez niemieckie samoloty i okręt podwodny U-19. W nocy 31 sierpnia polskim okrętom udało się zgubić prześladowców, natomiast rankiem 1 września przez radio dotarła informacja o wybuchu wojny. Około południa nad okrętami pojawił się samolot Coastal Command. Na wschód od wyspy May, na pozycji 56°07′00″N 1°42′00″W/56,116667 -1,700000 o godzinie 12:58 1 września nastąpiło spotkanie z brytyjskimi niszczycielami HMSS „Wallace” i „Wanderer” pod dowództwem cdr. Reginalda F. Morice’a, które odprowadziły polskie okręty do Leith.

### Pierwsze akcje na wodach wokół Wysp Brytyjskich
W drodze do Leith 1 września o godz. 14:20 na okrętach odebrano sygnał „Smok”, oznaczający rozpoczęcie działań wojennych przeciwko Niemcom. Ponieważ Wielka Brytania nie była jeszcze w stanie wojny z Niemcami, okręty polskie Brytyjczycy traktowali jako przybyłe z kurtuazyjną wizytą. Gdy 3 września 1939 roku Wielka Brytania przystąpiła do wojny, okręty polskie mogły wejść do akcji u boku Royal Navy. Tego dnia „Burza” wraz z pozostałymi okrętami Dywizjonu przeszła do Rosyth. W wyniku uzgodnień co do wykorzystania polskich okrętów, jakie miały miejsce w Londynie 3–4 września pomiędzy Pierwszym Lordem Admiralicji, W. Churchillem i Pierwszym Lordem Morskim, adm. D. Poundem a dowódcą Dywizjonu KT, zdecydowano przydzielić polskie okręty do dyspozycji dowództwa „Western Approaches”. W związku z tym na okręty załadowano wyposażenie, niezbędne do służby w warunkach atlantyckich (m.in. odpowiednią odzież), oraz zaokrętowano angielskich sygnalistów i oficerów łącznikowych, aby zapewnić skuteczną komunikację pomiędzy polskimi i brytyjskimi okrętami. Okręty otrzymały brytyjskie numery taktyczne („Burza” – H73). 6 września okręty Dywizjonu wyruszyły w rejs do Plymouth trasą wokół północnych wybrzeży Wysp Brytyjskich, po drodze, na wieść o U-Boocie dostrzeżonym na północ od Aberdeen, zostały skierowane do przeczesania tego rejonu, jednak nieprzyjacielskiego okrętu nie zlokalizowano. Podczas rejsu 7 września w cieśninie Little Minch, pomiędzy Szkocją a Hebrydami Zewnętrznymi z niszczycieli zaobserwowano okręt podwodny , na który wykonano zespołowy atak bombami głębinowymi. Po ataku na powierzchni pojawiła się ogromna plama ropy, co załogi wzięły za dowód uszkodzenia lub prawdopodobnego zniszczenia atakowanego okrętu. Z powojennych analiz rozmieszczenia U-Bootów wynika jednak, że w rzeczonym czasie na tym akwenie nie przebywał żaden z nich .
Dywizjon zawinął do portu przeznaczenia 8 września. Tutaj polskie okręty wizytowali Pierwszy Lord Admiralicji Winston Churchill oraz adm. Martin Dunbar-Nasmith, dowódca „Western Approaches”. Zadaniem polskich niszczycieli miało być eskortowanie konwojów kursujących wzdłuż południowych wybrzeży Wysp, od Cieśniny Kaletańskiej do zachodniego wejścia do Kanału La Manche. W międzyczasie okazało się, że „Burza” wymaga wizyty w stoczni, w celu dokonania napraw, które przeciągnęły się do 21 października 1939 roku.
Ponieważ w Admiralicji powstało podejrzenie, że wody neutralnej Irlandii są wykorzystywane przez niemieckie U-Booty i statki je zaopatrujące, postanowiono, że w celu przeciwdziałania należy wysłać tam patrole okrętów nawodnych. Jednocześnie obawiano się, że ewentualne naruszenie wód terytorialnych przez patrolujące okręty brytyjskie może pogorszyć stosunki polityczne pomiędzy obydwoma krajami. Zdecydowano więc o wysłaniu na patrol polskiego Dywizjonu KT. 22 października 1939 roku „Burza” i pozostałe niszczyciele Dywizjonu wyszły z Plymouth i następnego dnia o godzinie 13:30 osiągnęły wyznaczony rejon patrolowania na wysokości latarni morskiej Schelling Rocks. Od 24 do 26 października okręty patrolowały rejony od południowo-zachodniego krańca wyspy po Achill Head – w ciągu dnia zespołowo, nocą każdy okręt samodzielnie. Po uzupełnieniu paliwa w Belfaście 28 października okręty wyruszyły w rejs powrotny przez Kanał Północny i 29 października zawinęły do Plymouth.
W związku z tym, że polskie okręty nie posiadały sonarów, a ich stosunkowo niewielki zasięg i mała stateczność ograniczały przydatność w oceanicznej służbie konwojowej w rejonie „Western Approaches”, Admiralicja doszła do wniosku, że silna artyleria polskich okrętów będzie bardziej przydatna w zwalczaniu nawodnych okrętów Kriegsmarine, urządzających wypady i minujących wody Kanału La Manche i Morza Północnego. Dlatego zdecydowano o przebazowaniu Dywizjonu KT do Harwich. Polskie okręty dotarły tam 30 października 1939 roku . Przydzielono je do 22. Flotylli Niszczycieli (niszczyciele HMSS „Exmouth”, „Ilex”, „Imperial”, „Isis”, „Keith”, pod dowództwem komandora R.S. Bensona, z podległością do „Nore Command”, wadm. sir H.S. Brownrigg) – polskie niszczyciele wraz z HMS „Keith” utworzyły 44 Dywizjon tej Flotylli.
Nowe obowiązki obejmowały zabezpieczanie żeglugi kabotażowej u południowo-wschodnich wybrzeży Wysp oraz patrole na Morzu Północnym u wybrzeży Niemiec i Holandii. Na pierwszy z patroli, od Dover do Zatoki Helgolandzkiej, polska trójka wyruszyła 1 listopada w towarzystwie HMS „Keith”, jednak obyło się bez kontaktu z nieprzyjacielem. W dniach 11–13 listopada „Grom” z „Burzą” eskortowały konwój FN-35 do Hull. 17 listopada wszystkie okręty Dywizjonu KT udały się do Rosyth, gdzie załogi polskich niszczycieli i okrętów podwodnych tam bazujących, odwiedził premier RP gen. Władysław Sikorski. Po powrocie do Harwich, 21 listopada „Burza” wraz z czterema innymi niszczycielami flotylli udała się na kolejny patrol. W jego trakcie idący tuż przed nią w szyku niszczyciel HMS „Gipsy” wszedł na minę magnetyczną i zatonął. „Burza” wysłała łodzie, które uratowały część załogi zatopionego okrętu. Po powrocie z patrolu „Burza” została skierowana do stoczni w Chatham na remont połączony z przezbrojeniem. Remont ten potrwał do 10 stycznia 1940 roku, po czym „Burza” dołączyła do pozostałych polskich niszczycieli, które w międzyczasie włączono do dowodzonej przez kmdr. G. Creasy’ego 1. Flotylli Niszczycieli.
Służba patrolowa trwała ponad miesiąc, z przerwą na instalację kabla demagnetyzacyjnego. W trakcie jednego z patroli 20 lutego zauważono U-Boota, na którego przeprowadzono, nieskuteczny jak się później okazało, atak bombami głębinowymi. 6 marca wraz z niszczycielami „Błyskawica”, HMSS „Keith” i „Boadicea” „Burza” osłaniała pomocniczy stawiacz min HMS „Hampton”, który postawił zagrodę minową wzdłuż południowo-wschodniego wybrzeża Anglii. 22 marca przydzielono ją do eskorty 3 francuskich okrętów podwodnych: „Antiope”, „Amazone” i „Sibylle” oraz ich okrętu-bazy „Jules Verne”, płynących z Brestu do Harwich. 29 marca „Burza” wraz z „Błyskawicą”, „Gromem”, HMSS „Grenade” i „Gurkha” przeprowadziły patrol w rejonie Terschelling, z którego powróciły do bazy 31 marca. 1 kwietnia podobny patrol odbył się w rejonie ujścia Tamizy – w obydwu przypadkach nie napotkano nieprzyjaciela. Po powrocie polskie niszczyciele zostały
oddane do dyspozycji dowódcy Home Fleet i w związku z tym zostały przebazowane do Rosyth.

### Kampania norweska
Przebazowanie miało związek z planowanymi operacjami alianckimi na wodach Norwegii. Brytyjska Admiralicja planowała zablokować transport rud żelaza z norweskiego portu Narwik do Niemiec przez postawienie zagród minowych na trasach frachtowców na wodach terytorialnych Norwegii (operacja „Wilfried”) oraz wspomóc Finlandię, toczącą wojnę z ZSRR, przez wysadzenie sił ekspedycyjnych w północnej Norwegii, którędy można by dostarczyć pomoc dla walczących Finów (plan R4). W tym samym czasie Niemcy planowali dokonać inwazji na Danię i Norwegię (operacja „Weserübung”, m.in. aby zapewnić dostawy surowców).
4 kwietnia 1940 roku „Burza” w składzie Dywizjonu KT asystowała krążownikom HMSS „Arethusa” i „Galatea” (z 2. Eskadry Krążowników, pod dowództwem wadm. Georga Edwarda-Collinsa) udającym się na Morze Północne, gdzie miały eskortować krążowniki HMSS „Berwick”, „York”, „Glasgow” i „Devonshire”, transportujące oddziały desantowe przeznaczone do zajęcia norweskich portów Bergen i Stavanger. Ponieważ alianci wykryli ruchy Kriegsmarine, związane z operacją „Weserübung”, które uznali za próbę wyjścia rajderów na Atlantyk, operacja została odwołana, a zespół 2. Eskadry krążowników i okrętów Dywizjonu KT skierowano na patrol w celu przechwycenia przeciwnika. Ponieważ nieprzyjacielskich okrętów nie napotkano, polskie okręty powróciły do Scapa Flow. Pomiędzy 7 a 12 kwietnia okręty Dywizjonu KT dołączyły do eskorty konwoju HN-24, płynącego z Bergen do Szkocji i przewożącego m.in. ewakuowane z Norwegii przed spodziewaną inwazją zasoby finansowe banków.
W związku ze stratami, jakie lekkie siły nawodne aliantów poniosły pod Narwikiem, Admiralicja poleciła, aby Dywizjon KT wzmocnił siły alianckie w tym rejonie. 19 kwietnia 1940 roku polskie niszczyciele wyruszyły ze Scapa Flow do fiordów norweskich. Rejs odbywał się w bardzo ciężkich warunkach pogodowych, w wyniku sztormu „Burza” doznała poważnych uszkodzeń i musiała zawrócić do portu. Po naprawie uszkodzeń „Burza” w towarzystwie HMS „Grafton” 26 kwietnia wyruszyła do Norwegii, eskortując konwój z zaopatrzeniem dla bazy na Lofotach. Z powodu trudnych warunków nawigacyjnych w drodze do Vestfjordu eskortowany tankowiec wszedł na skały, jego załogę z kapitanem zabrała łódź z „Burzy”. Po dojściu do Harstad okręt brał udział 1 maja w odpieraniu nalotu na to miasto. W następnych dniach prowadził patrole i transportował oddziały francuskich strzelców alpejskich na pozycje w pobliskich fiordach. 4 maja na pokład „Burzy” zawitał głównodowodzący siłami morskimi w północnej Norwegii adm. floty lord Cork and Orrery, by przekazać wiadomość o zatopieniu tego dnia „Groma”. „Burza” udała się do Herjangsfjordu i z pokładu pancernika HMS „Resolution” odebrała rozbitków z „Groma”, a następnie odwiozła ich na okręt szpitalny „Atlantis”.
7 maja na „Burza” przewiozła do Björvik gen. Emile Bethouarta ze sztabem, w następnym dniu sześciokrotnie brała udział w odpieraniu nalotów na port i wojska w Harstadt. Następnie odszukała i ewakuowała załogę brytyjskiego samolotu, zestrzelonego nad Vaagsfjordem. 9 maja okręt ewakuował francuski patrol, który zabłąkał się w okolicach Gratangenfjordu w pościgu za sabotażystami. Na tej akcji zakończył się udział „Burzy” w kampanii norweskiej. Następnego dnia, po przejściu do bazy w Skjelfiordzie i uzupełnieniu paliwa, „Burza” wraz z „Błyskawicą” i „Graftonem” odpłynęły do Scapa Flow, a stamtąd, już samotnie, do Harwich, gdzie dotarła 15 maja.

### Akcja pod Calais
Po powrocie i uzupełnieniu zapasów paliwa „Burza” podjęła patrole na Kanale La Manche. Podczas jednego z nich, 24 maja pod Aldenburgh, została odwołana do Dover, a stamtąd do Calais z zadaniem zapewnienia wsparcia alianckim wojskom, przypartym do wybrzeża wskutek ofensywy niemieckiej. Na redzie Calaise dołączyła do niszczycieli HMSS „Vimiera” i „Wessex”, po czym około godziny 16 okręty rozpoczęły ostrzał kolumny wojsk niemieckich, zaobserwowanych na wzgórzu Sangatte. Ogień spowodował straty i zamieszanie w ostrzeliwanej jednostce – zniszczono kilka czołgów.
Niemcy wezwali wsparcie lotnicze i wkrótce zespół aliancki został zaatakowany przez formację 27 bombowców. Już w pierwszym nalocie zatopiony został „Wessex”, a „Vimiera” – uszkodzona i zmuszona do odejścia pod osłoną zasłony dymnej. Ataki niemieckie skoncentrowały się na „Burzy”, jednak dzięki manewrowaniu okrętu, prowadzonego przez kmdr. ppor. Wojciecha Franckiego, oraz skutecznemu ogniowi przeciwlotniczemu – zestrzelono jeden samolot na pewno, a drugi prawdopodobnie, udało się uniknąć bezpośrednich trafień. Niektóre bomby eksplodowały jednak na tyle blisko, że spowodowały poważne uszkodzenia żyrokompasu, instalacji elektrycznej i oświetleniowej oraz zablokowanie zaworu bezpieczeństwa w kotle nr 1. Oficer mechanik nakazał odcięcie dopływu paliwa do kotłów. Okręt stracił parę i prędkość, a ponieważ nalot trwał nadal, kmdr Francki dał rozkaz wystrzelenia torped i zrzucenia bomb głębinowych, aby w razie trafienia ich wybuch nie spotęgował zniszczeń – było to zgodne z instrukcją postępowania w takich wypadkach. Wkrótce po tym, już po zastopowaniu, okręt został dwukrotnie trafiony bombami w część dziobową. Zniszczeniu uległy poszycie kadłuba, magazyny mundurowe i prowiantowe, część dna na dziobie została wyrwana, ale gródź dziobowa wytrzymała napór wody. Atak lotniczy zakończył się, bombowce, wyczerpawszy zapas bomb, odleciały. Dzięki sprawnej pracy obsady maszynowni udało się przywrócić parę i okręt, płynąc rufą do przodu z prędkością 3-4 węzłów, udał się do Dover. Asystę zapewniła mu „Vimiera”, która powróciła na pole bitwy, a następnie holownik sprowadzony z Dover. W wyniku nalotu ranny został jeden marynarz, zaś uszkodzenia okrętu były na tyle ciężkie, że ich naprawa trwała 2 miesiące.
Decyzja kmdr. Franckiego o wyrzuceniu torped i bomb głębinowych podczas tej akcji była przedmiotem dochodzenia, zleconego przez szefa KMW komisji pod przewodnictwem kmdr. por. Stanisława Hryniewieckiego. Komisja uznała, że decyzja ta była niezasadna, co wywołało falę krytyki w środowisku oficerów polskiej MW. Szefostwo KMW nie przychyliło się do werdyktu komisji i, w porozumieniu z Admiralicją, uznało, że kmdr Francki postąpił prawidłowo, wydając rozkaz wyrzucenia torped i bomb głębinowych, czym przyczynił się do uratowania okrętu. Co więcej, za akcję pod Calaise kapitan mar. Jan Tchórznicki (I oficer artylerii), chor. mar. Paweł Wawrzyńczyk (oficer mechanik) i mat Henryk Olko (działonowy km plot.) uhonorowani zostali orderem Virtuti Militari V klasy, zaś kmdr. Franckiego, 9 oficerów, 20 podoficerów i 17 marynarzy odznaczono Krzyżami Walecznych.

### W konwojach na Atlantyku

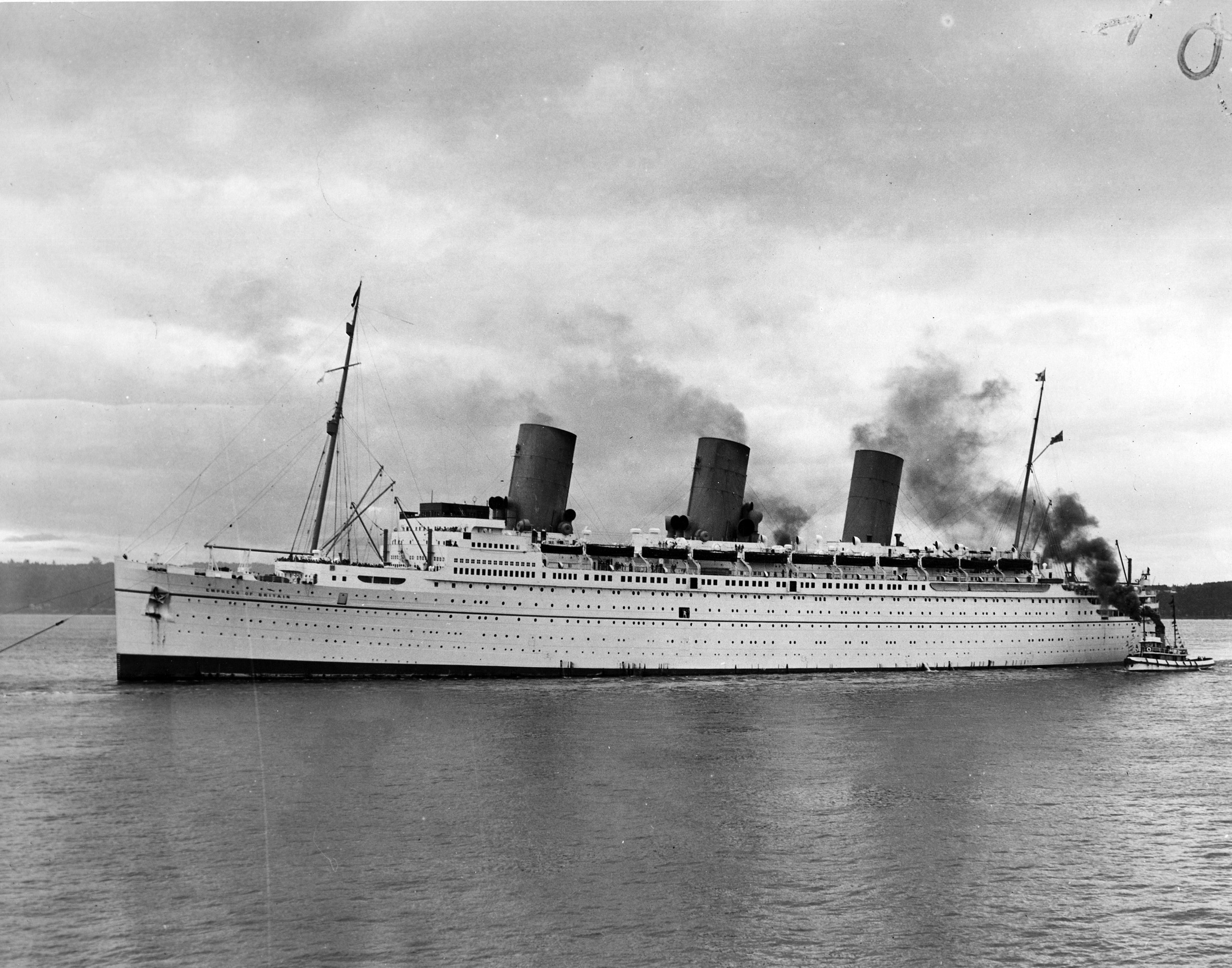
„Burza” uczestniczyła w ratowaniu rozbitków ze zbombardowanego przez Luftwaffe transatlantyka „Empress of Britain”

Remont i modernizacja „Burzy” trwały do 6 sierpnia 1940 roku. Odnowiono całkowicie dziób okrętu, w ramach przezbrojenia m.in. w miejsce tylnej wyrzutni torpedowej ustawiono armatę plot. 12 pdr Mk V kal. 76 mm, dodano miotacze bomb głębinowych i zainstalowano azdyk. Już dwa dni po zakończeniu remontu, podczas patrolu na Morzu Północnym w okolicach West Hartlepool, okręt atakował U-Boota w pozycji oznaczonej pławami dymnymi przez samolot Coastal Command. Po ataku zaobserwowano wypływające bąble powietrza i plamę ropy. Admiralicja uznała, że atakowany okręt został poważnie uszkodzony. Od 30 sierpnia do 10 października „Burza”, bazując w Devonport, wychodziła na patrole, eskortowała pojedyncze statki pomiędzy portami wybrzeża, a w porcie pozostawała w 10-minutowej gotowości. W międzyczasie okręt wizytowali Prezydent RP Władysław Raczkiewicz i szef KMW kadm. Świrski.
10 października „Burza” i ORP „Garland” dołączyły do zespołu pod dowództwem kmdr. lorda Mountbattena, składającego się z pancernika HMS „Revenge”, krążowników HMSS „Newscastle”, „Emerald”, 5. Flotylli Niszczycieli i grupy ścigaczy. Aliancki zespół w nocy z 10 na 11 października ostrzelał i zniszczył urządzenia portowe i zbiorniki paliwa w Cherbourgu. Polskie okręty zabezpieczały zespół przed akcją lekkich sił nawodnych Kriegsmarine z Cherbourga.
22 października „Burza” z „Błyskawicą” udały się do Greenock, a po drodze dołączyły do eskorty konwoju idącego do ujścia Clyde. Jednak w trakcie rejsu, 26 października, gdy konwój znajdował się na wysokości Londonderry, „Burza” i HMS „Echo” otrzymały rozkaz odłączenia się od konwoju i udania na zachód, na pomoc zbombardowanemu transatlantykowi „Empress of Britain”. Okręty przyspieszyły do prędkości 28 węzłów i po kilku godzinach odnalazły płonący statek. Niszczyciele przystąpiły do akcji ratunkowej, w wyniku której załoga „Burzy” podjęła z wody około 270 rozbitków - czternaścioro było w ciężkim stanie, z nich tylko troje udało się utrzymać przy życiu. Zmarłych pochowano w morzu zgodnie z ceremoniałem morskim. Następnie oba niszczyciele do końca dnia eskortowały statek, a gdy przybyła zmiana i holowniki, które miały odholować transatlantyk do portu, odpłynęły do Greenock w celu wyokrętowania rozbitków. „Burza” uratowała 254 osoby. Za udział w akcji ratunkowej załoga „Burzy” otrzymała podziękowanie od armatora „Empress of Britain” – The Canadian Pacific Company.
9 listopada „Burza” wyszła w eskorcie konwoju udającego się do Halifaxu. Już drugiego dnia rejsu, podczas sztormowej pogody, okręt doznał uszkodzeń i musiał powrócić do portu. Naprawa uszkodzeń trwała do połowy listopada. 16 listopada wychodzący z Greenock na patrol okręt zderzył się z pomocniczym trałowcem HMS „Arsenal”. W wyniku kolizji trałowiec zatonął, bez strat w załodze, na „Burzy” poważnie uszkodzony został dziób okrętu (zniszczone zostały forpik, magazyn mundurowy i prowiantowy). Morski Sąd Wojenny w orzeczeniu z 30 listopada 1940 roku stwierdził, że współwinnym kolizji, obok dowódcy trałowca, był dowódca „Burzy”, kmdr ppor. Antoni Doroszkowski, który sterował z nadmierną prędkością w trudnych warunkach nawigacyjnych, we mgle. Kmdr Doroszkowski został w konsekwencji przeniesiony na ląd i nigdy nie otrzymał już dowództwa okrętu, dowództwo „Burzy” objął czasowo jego zastępca kpt. mar. Jan Tchórznicki. „Burza” trafiła do stoczni na ponad 7 miesięcy. Bezczynność i kumulacja niefortunnych zdarzeń w tamtym okresie historii okrętu spowodowała spadek morale członków załogi, którzy uznali „Burzę” za „pechowy okręt” i wszelkimi sposobami zabiegali o przeniesienie. Sytuację poprawiły mianowanie 22 stycznia 1941 nowym dowódcą kmdr. ppor. Zbigniewa Wojewódzkiego oraz dozbrojenie i instalacja nowoczesnego wyposażenia na okręcie, m.in. radaru typ 286. W trakcie remontu Luftwaffe przeprowadziła 13 marca nalot na Glasgow, w którego wyniku zginął pierwszy członek załogi „Burzy”, st. mar. Paweł Gwóźdź.
Remont trwał do 8 czerwca 1941 roku, do 30 lipca zaś trwały ćwiczenia w obsłudze sprzętu i zaprawa bojowa. Okręt rozpoczął służbę w ochronie konwojów kursujących do Islandii, a gdy okazało się, że słabo radzi sobie z podróżami oceanicznymi (przy sztormowej pogodzie do skraplaczy przedostawała się słona woda) przesunięto go do zadań konwojowych na Morzu Irlandzkim i wodach wokół Wysp Brytyjskich. W trakcie jednego z rejsów 8 września 1941 okręt ponownie uczestniczył w kolizji, tym razem z patrolowcem HMS „Rosemary”. Do kolizji doszło w gęstej mgle, na podejściu do Milford Haven. Tym razem winnym spowodowania kolizji był okręt brytyjski. Znowu uszkodzeniom uległ dziób okrętu, jednak ich skala była mniejsza i po naprawie w stoczni w Glasgow, która trwała zaledwie tydzień, okręt powrócił do linii.
Służba w Irish Sea Escort Force trwała 5 miesięcy, zużycie mechanizmów i instalacji wymogło skierowanie okrętu ponownie na remont – 2 lutego 1942 roku „Burza” odpłynęła z Greenock do stoczni w Portsmouth. Do remontu o mało nie doszło, gdyż kłopoty z wyeksploatowanymi i zawodnymi mechanizmami „Burzy”, która z punktu widzenia Admiralicji brytyjskiej była okrętem nietypowym, do którego nie było części wymiennych i odpowiedniego zapasu uzbrojenia, spowodowały, że z jej kręgów wyszła propozycja użycia „Burzy” w charakterze tarana do zniszczenia doku „Normandie” w Saint-Nazaire. KMW nie wyraziło zgody na uszczuplanie stanu okrętów, stanowiących polską własność, w związku z tym do wysadzenia doku posłużył ex-amerykański „czterofajkowiec” HMS „Campbeltown”.

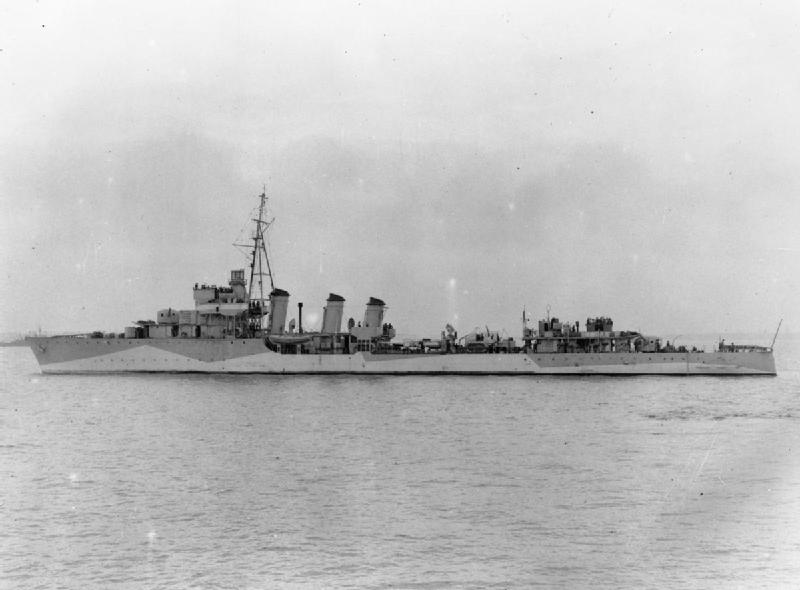
„Burza” po przebudowie na niszczyciel eskortowy, w kamuflażu „Reversed Western Approaches”. Zdjęcie ocenzurowane – usunięto m.in. numer burtowy.

Remont generalny okrętu wiązał się z przezbrojeniem i przebudową na eskortowiec: w związku z tym powiększono zbiorniki paliwa, zredukowano artylerię główną, a wzmocniono przeciwlotniczą i broń przeciwpodwodną. Okręt jako jeden z pierwszych otrzymał nową broń – wyrzutnię Hedgehog, zwiększono ilość miotaczy bomb głębinowych i sam zapas tychże bomb, zamontowano zestaw „pom-pom” i działka Oerlikona kal. 20 mm w miejsce karabinów maszynowych, rozbudowano wyposażenie radioelektroniczne o radary typów 291 i 271. Równolegle do zmian konstrukcyjnych nastąpiły też zmiany w składzie załogi: m.in. całkowicie zmieniła się obsada oficerska, nowym dowódcą został kpt. mar. Franciszek Pitułko. Remont zakończył się 14 września 1942 roku, załoga przystąpiła do prób urządzeń oraz ćwiczeń w przejmowaniu wacht i alarmów. 11 października okręt wyruszył do ośrodka szkoleniowego w Greenock – w celu odbycia zaprawy bojowej i przeszkolenia w nowo wypracowanych technikach i taktyce służby konwojowej. Szkolenie trwało od 15 października do 10 listopada, odbyło się w oparciu o okręt-bazę HMS „Sandhurst” oraz bazę Moville w zat. Lough Foyle, gdzie w grach wojennych z udziałem brytyjskich okrętów podwodnych i transportowców przećwiczono wyuczone zasady.
„Burza” otrzymała przydział do grupy eskortowej B-3 i już 11 listopada udała się w pierwszy rejs transoceaniczny w ochronie konwoju do Halifaxu. Rejs odbył się w sztormowej pogodzie, która utrudniała uzupełnianie paliwa ze zbiornikowców. U wybrzeży Nowej Fundlandii nastąpiło przekazanie ochrony konwoju amerykańskim eskortowcom, „Burza” 21 listopada zawinęła do Argencji, gdzie z pomocą okrętu-bazy niszczycieli USS „Prairie” usunięto uszkodzenia spowodowane przez sztorm. Pobyt w Argencji przedłużył się w związku z huraganem, który uderzył w Nową Fundlandię i spowodował kolejne uszkodzenia na polskim okręcie. „Burza” w podróży powrotnej została przydzielona do grupy eskortowej B-6, dowodzonej przez kmdr. Heathcote’a na niszczycielu HMS „Fame”. 3 grudnia 1942 roku grupa eskortowa B-6 została przydzielona do ochrony konwoju HX-217, liczącego 33 statki. W trakcie rejsu „Burza”, zajmując pozycję na lewym skrzydle konwoju, kilkukrotnie wykryła, zaatakowała i zmusiła do odwrotu U-Booty próbujące zająć pozycję do ataku na statki konwoju. W nocy 8 grudnia, po jednym z ataków bombami głębinowymi na zanurzonego U-Boota, usłyszano na okręcie głośną podwodną eksplozję – na tej podstawie uznano, że atakowany U-Boot został prawdopodobnie zatopiony. Jeden z U-Bootów, U-758, nocą 10 grudnia w jednym z podejść atakował torpedami, bezskutecznie, również „Burzę” .
14 grudnia konwój dotarł do ujścia Clyde, eskortowce zawinęły do Greenock. Pomimo tego, że konwój był atakowany przez 22 U-Booty, stracił tylko dwa statki, zaś ochraniające go samoloty zatopiły dwa okręty podwodne. O natężeniu działań świadczy to, że eskortowce wykorzystały prawie całkowicie zapasy bomb głębinowych. Bitwę o konwój HX-217 uznano za jedną z większych spośród stoczonych w trakcie bitwy o Atlantyk. Kmdr Heathcote był bardzo zadowolony z postawy „Burzy”, w sygnale do niej adresowanym, który trafił później na łamy prasy codziennej, stwierdził:

Nie posiadam się z podziwu dla sprawności Waszej obrony. Tworzycie historię eskortowców. Ta noc wydawała się bardzo długa.

W trakcie manewrowania przy wchodzeniu do Great Harbor w Greenock 13 grudnia doszło do kolizji z asystującym „Burzy” holownikiem „Strongbow”. Winny był skiper holownika, który opieszałymi manewrami naraził polski niszczyciel na wejście na mieliznę. Uszkodzeniu uległ ochraniacz śrub niszczyciela, jednak zdołano go naprawić środkami własnymi załogi. 20 grudnia okręty grupy B-6 ponownie wyszły w morze. Tym razem eskortowano konwój SC-115. Nie został on wykryty przez nieprzyjaciela i dotarł bez strat na wody w pobliżu Nowej Fundlandii, gdzie przejęła go eskorta amerykańska. „Burza” i pozostałe okręty grupy, z wyjątkiem „Fame”, oddelegowanego do osłony innego konwoju, zawinęły do Argentii 31 grudnia 1942 roku. 11 stycznia 1943 roku okręty objęły pieczę nad konwojem SC-116, płynącym do Wielkiej Brytanii. Również ten konwój, m.in. ze względu na sztormową pogodę, nie został wykryty przez U-Booty. Sztorm uniemożliwił też tankowanie z tankowców, więc „Burza” musiała odłączyć się czasowo od konwoju i udać do Hvalfjördhur na Islandii w celu uzupełnienia paliwa. 27 stycznia i ten konwój bez strat dotarł do portów docelowych, „Burza” zawinęła do Greenock. Okręt musiał być zadokowany w Glasgow w celu przeprowadzenia drobnych napraw. Po ich ukończeniu udał się do Tobermory, gdzie załoga w grach bojowych, w oparciu o istniejącą w tym porcie szkołę bitewną (school of battle), przećwiczyła nowe techniki zwalczania U-Bootów.

#### Zatopienie U-606

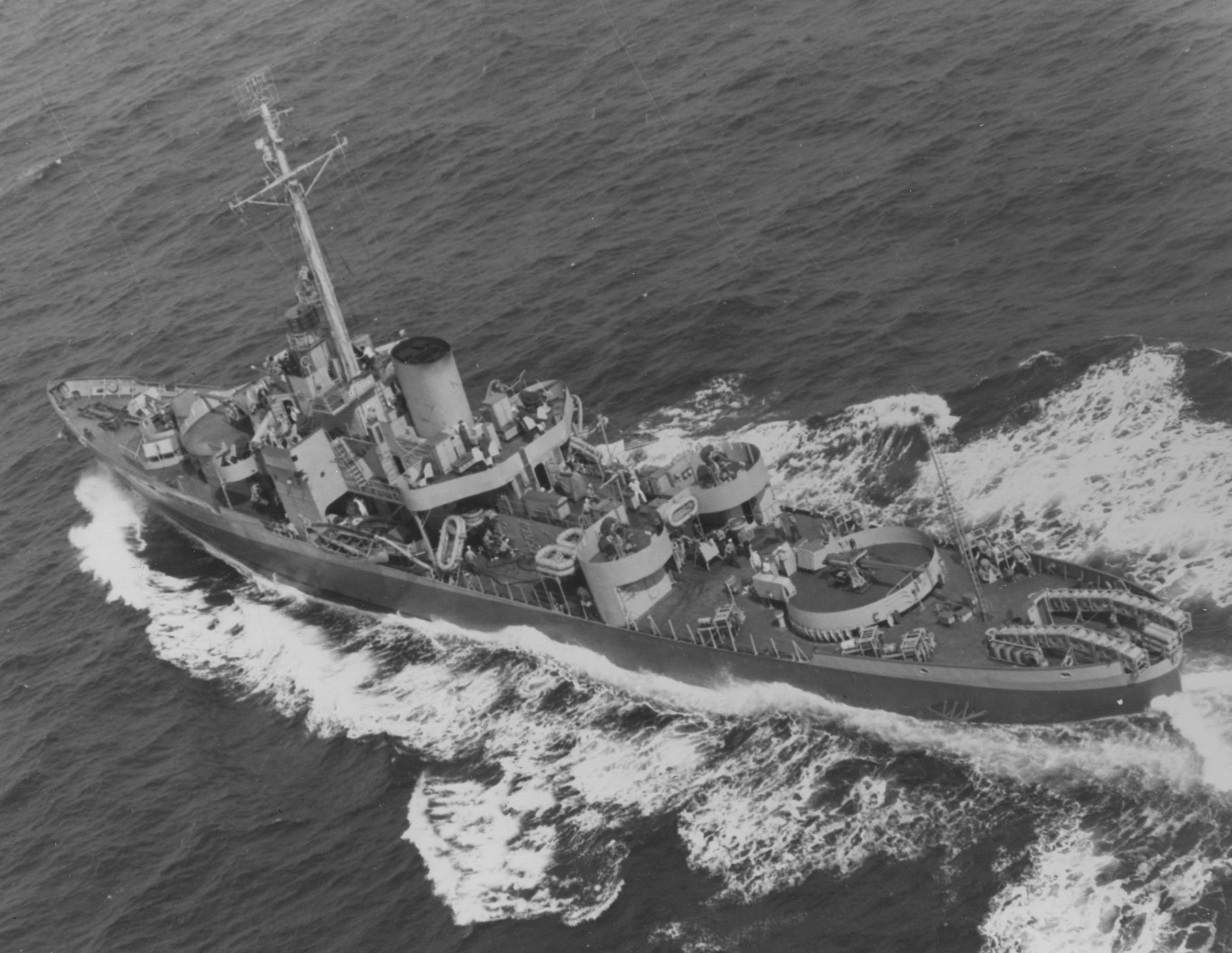
Slup USCG „Campbell” wespół z „Burzą” zatopił U-606. „Burza” osłaniała uszkodzony w kolizji z U-Bootem okręt.

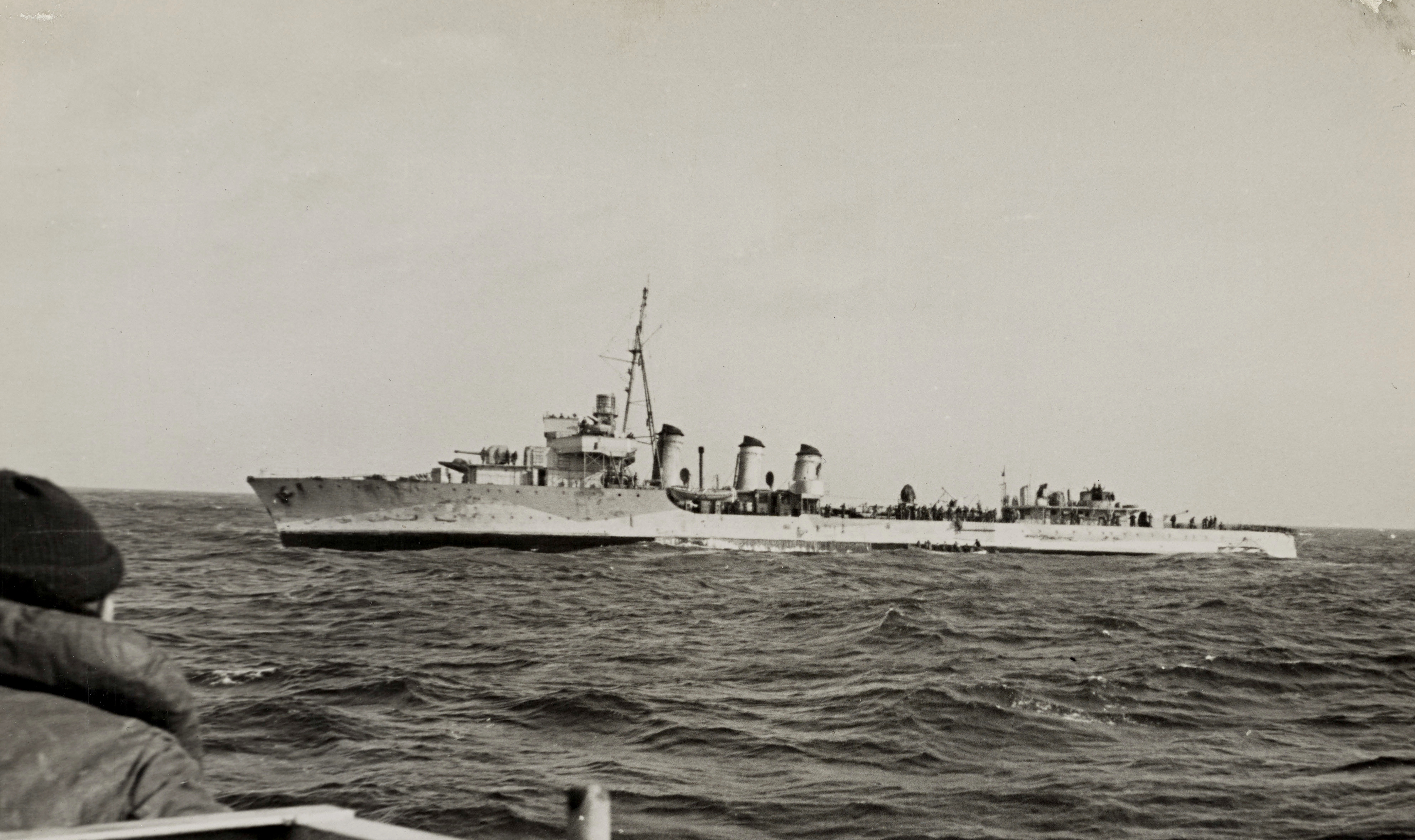
„Burza” sfotografowana z USCG „Campbell”

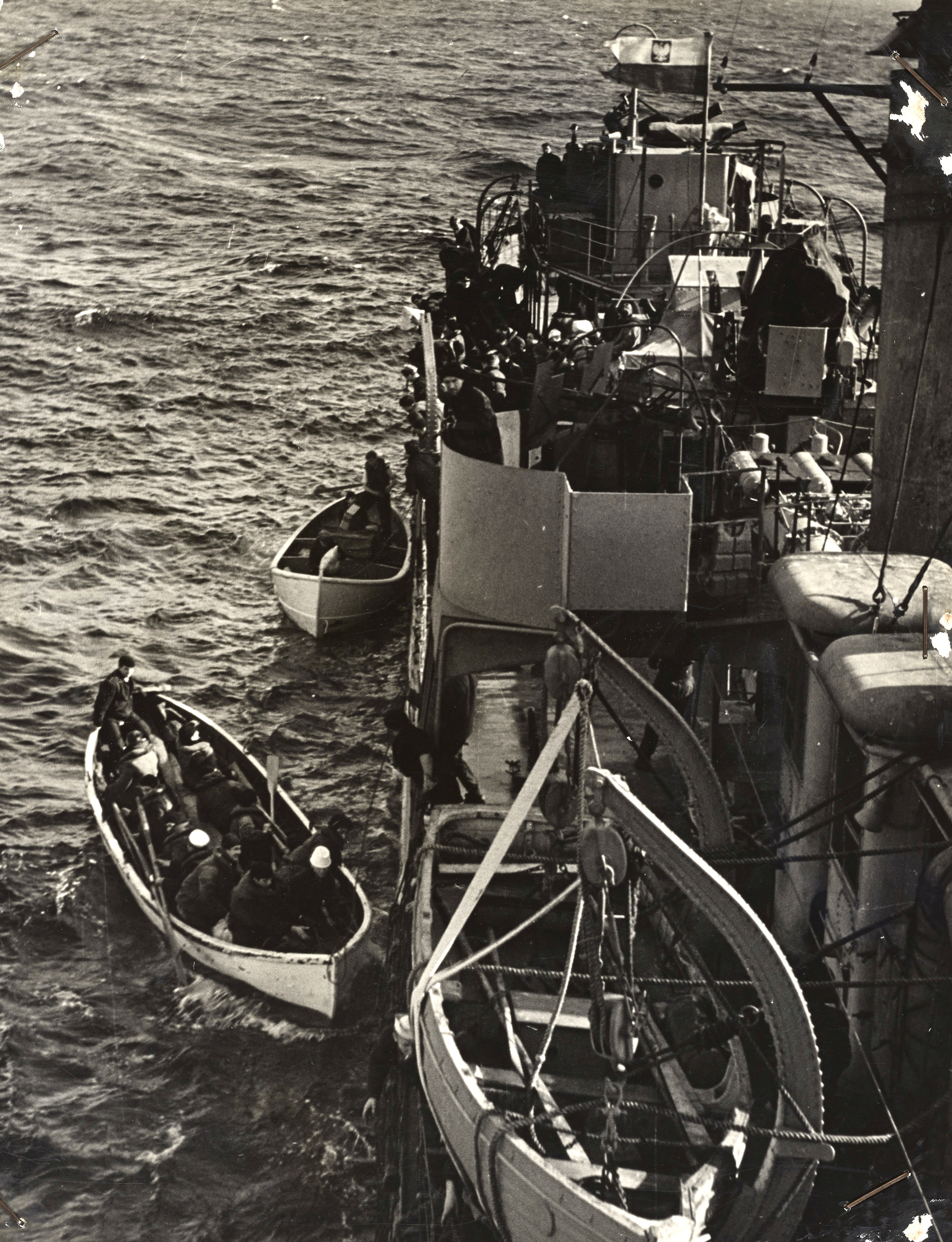
„Burza” podejmuje załogę USCG „Campbell”

Po powrocie do Greenock „Burza” dołączyła do grupy eskortowej B-3 i 15 lutego wyruszyła w ochronie kolejnego transatlantyckiego konwoju – ON-167. I tym razem konwój nie został wykryty, w przeciwieństwie do konwoju ON-166, który wypłynął z Anglii kilka dni wcześniej, a eskortowany był przez amerykańską grupę eskortową A-3, dowodzoną przez kmdr. Heinemana. Konwój liczył 63 statki i od 21 lutego był silnie atakowany przez U-Booty z aż trzech „wilczych stad”: „Ritter”, „Knappen” i „Taifun”, a że w składzie grupy nie było niszczyciela, dowództwo „Western Approaches” podjęło decyzję o oddetaszowaniu doń „Burzy”.
Polski okręt wyruszył 21 lutego z maksymalną prędkością, jaką mógł osiągnąć. 22 lutego osiągnięto kontakt z kanonierką USCGC „Spencer”, wchodzącą w skład grupy A-3, która usiłowała ogniem artyleryjskim zatopić storpedowany, ale nietonący, norweski transportowiec „Alonso”. „Burza” zatopiła statek jednym strzałem torpedowym, ponieważ stanowił zagrożenie nawigacyjne, a na jego pokładzie mogły znajdować się tajne dokumenty, i wieczorem tego samego dnia dołączyła do eskorty konwoju. Nastąpiło to w momencie, gdy jeden z atakujących konwój U-Bootów, U-606 pod dowództwem por. mar. Hansa Dietricha Döhlera, po trafieniu 3 statków został odpędzony przez korwetę HMCS „Chilliwack”. U-606, po uniknięciu ataku kanadyjskiej korwety, wynurzył się i został wykryty przez nadpływającą „Burzę”. Kpt. Pitułko nakazał zwiększyć prędkość i staranować U-Boota, jednak ten zdołał się zanurzyć. Wobec tego „Burza” o godzinie 21:45 wykonała atak bombami głębinowymi, a ponieważ azdykowcy utrzymali kontakt, 11 minut później atak powtórzono. Niemiecki okręt został zmuszony do wynurzenia w pobliżu „Burzy”, która ostrzelała go z broni małokalibrowej, jednak w ciemnościach i gęstej mżawce kontakt został wkrótce stracony. „Burza” nie mogła sprawdzić rezultatów ataku ani go powtórzyć, gdyż lewe skrzydło konwoju pozostawało odsłonięte i pozostałe okręty eskorty prosiły o asystę. Uszkodzenia na atakowanym U-Boocie okazały się na tyle poważne (pęknięcia przewodów paliwowych i kadłuba, uszkodzenia kiosku i włazów), że okręt musiał wynurzyć się awaryjnie i nie był zdolny do ponownego zanurzenia. Został wówczas zauważony przez kanonierkę USCGC „Campbell”, która staranowała go i następnie ostrzelała go z broni małokalibrowej. Okręt niemiecki poddał się, lecz w wyniku zderzenia obydwie jednostki zostały unieruchomione. Dowódca kanonierki zameldował o sytuacji, w odpowiedzi kmdr Heinemann wysłał na pomoc o 23:15 „Burzę”, która dotarła na miejsce po ok. dwóch godzinach. „Burza” podjęła z wody 7 marynarzy niemieckich, z „Campbella” przekazano na jej pokład pozostałych 5 jeńców, 50 rozbitków z wcześniej zatopionych statków konwoju oraz część (115 osób) załogi kanonierki, na której pozostała jedynie załoga szkieletowa. O 6:20 zaobserwowano na radarze zatonięcie U-606. „Burza” przez cały dzień ochraniała uszkodzony okręt, aż do chwili, gdy zluzowała ją kanadyjska korweta „Dauphin”. Ostatecznie „Campbella” odholował do portu przysłany specjalnie holownik „Tenacity”. „Burza”, której stan paliwa był krytycznie mały, i pomimo uzupełnienia o zapasy paliwa z „Campbella” wystarczyć miał jedynie na 3 dni, 24 lutego wyruszyła w drogę powrotną i 27 lutego samodzielnie dopłynęła do St. Johns. Zatopienie U-606 przyznano obydwu alianckim okrętom, choć niewątpliwie sam atak „Burzy” doprowadził do obezwładnienia U-Boota, zaś akcja „Campbella” jedynie przyspieszyła jego zatonięcie. Sama akcja była szeroko opisywana w prasie po obu stronach oceanu, szczególnie podkreślano rolę „Burzy” w ochronie uszkodzonego „Campbella”. Kpt. Pitułko za dowodzenie okrętem podczas tej akcji uhonorowany został Krzyżem Srebrnym Orderu Virtuti Militari, brytyjskim Distinguished Service Cross, Admiralicja umieściła wzmiankę o nim w Mentioned in Despatches, ponadto ppor. mar. Jerzy Pawłowicz, st. mar. Jan Plewa i mar. Artur Dynarski otrzymali Krzyże Walecznych.
W drogę powrotną do Anglii „Burza” wyruszyła 5 marca w eskorcie konwoju HX-228. W składzie grupy eskortowej B-3 towarzyszył jej m.in. ORP „Garland”. 10 marca konwój został zaatakowany przez U-Booty, z których dwa zostały zatopione przez okręty eskorty. Podczas odpierania ataków zatopiony został też niszczyciel HMS „Harvester”. 79 rozbitków z zatopionych okrętów i statków konwoju trafiło na pokład francuskiej korwety „Aconit”. Ponieważ wielu z nich było w ciężkim stanie, a na korwecie nie było lekarza, na „Aconita” został przeokrętowany lekarz z „Burzy”, por. mar. Andrzej Ożegowski. 15 marca statki konwoju dotarły do portów przeznaczenia, a „Burza” zawinęła do Greenock.
27 marca grupa B-3 ruszyła w morze w eskorcie kolejnego konwoju. Jednakże już po dwóch dniach „Burza”, w trakcie silnego sztormu, doznała poważnych uszkodzeń i musiała zawrócić. Od 7 kwietnia do 14 maja trwał remont okrętu w stoczni w Elderslie. Po ćwiczeniach taktycznych w Tobermory okręt powrócił do Greenock.

#### Na wodach Zachodniej Afryki
4 czerwca 1943 roku „Burza”, w składzie grupy B-6, wyruszyła jako eskorta konwoju do Freetown w Afryce Zachodniej. Konwój, nie niepokojony przez nieprzyjaciela, 23 czerwca dotarł do portu przeznaczenia, zaś „Burza” została przydzielona do lokalnych sił morskich (kmdr Henderson, Flag Officer in Charge West Africa) i jej bazą stało się Freetown. 25 czerwca okręt wyszedł na spotkanie dwóch amerykańskich tankowców, które 27 czerwca doprowadził do Freetown. Pomiędzy 2 a 7 lipca okręt eskortował 4 transportowce z wojskiem płynące z Freetown do Lagos, zaś pomiędzy 10 a 14 lipca – konwój do Matadi u ujścia Kongo. W trakcie tego ostatniego rejsu „Burza”, jako pierwszy polski okręt wojenny, przekroczyła równik. W drodze powrotnej przez jeden dzień również eskortowała konwój idący do Freetown. Ponieważ okręt okazał się niezbyt dobrze dostosowany do służby w warunkach tropikalnych (m.in. ze względu na brak chłodni do przechowywania artykułów spożywczych, niewystarczającą wentylację pomieszczeń), a część załogi zapadła na różne tropikalne choroby, podjęto decyzje o przebazowaniu na wody angielskie. 28 lipca okręt dołączył do eskorty konwoju, zmierzającego do Anglii i 19 sierpnia przybył do Greenock.

#### W operacji „Alacrity”
Po powrocie „Burza” wraz z „Garlandem” i czterema brytyjskimi niszczycielami zostały przydzielone do grupy eskortowej EG-8. Przez 3 tygodnie grupa, wespół z lotniskowcem eskortowym HMS „Fencer”, przygotowywała się do nowej operacji, celem której miało być utworzenie alianckich baz lotniczo-morskich na Azorach. 3 października 1943 roku okręty grupy zebrały się na redzie Molville i tego dnia wyszły w morze w eskorcie lotniskowca „Fencer” oraz transportowca „Franconia”. Konwój nie był atakowany, jedynie „Garland” i „Inconstant” uzyskały pojedyncze echa azdykowe, które mogły pochodzić od okrętów podwodnych i prewencyjnie wykonały ataki bombami głębinowymi. 8 października konwój dotarł do portu Angra na wyspie Terceira, po uzupełnieniu paliwa „Burza” z dwoma niszczycielami wyszły na patrol wokół wyspy. Po tym, gdy do wyspy dotarł kolejny konwój, z obydwu grup eskorty wydzielono zespoły okrętów do prowadzenia stałych patroli wokół Azorów: pierwszy z nich miał kryptonim „Lowestoft”, a drugi „Rosyth”. „Burza” w dniach 10, 12 i 14 października uczestniczyła w drugim z patroli, później, wespół z „Garlandem”, w patrolu „Lowestoft”. Oprócz uczestniczenia w patrolach, „Burza” eskortowała też małe konwoje pomiędzy portami archipelagu. W porcie Horta załoga „Burzy” miała okazję zejść na krótką wycieczkę na ląd. 24 października „Burza” wespół z „Garlandem” i „Inconstantem” wyszły na morze w eskorcie „Fencera” i „Franconii”, udających się w drogę powrotną do Anglii. Trasa wiodła początkowo na spotkanie z transatlantyckim konwojem SC-145, po spotkaniu, które nastąpiło 29 października, okręty zespołu zasiliły eskortę konwoju. 2 listopada „Fencer” i 3 towarzyszące mu niszczyciele oddzieliły się od konwoju i samodzielnie wyruszyły do Greenock, gdzie dotarły 5 listopada.

#### W konwojach na trasie północnej i do Gibraltaru
Po naprawie drobnych uszkodzeń „Burza” 13 listopada przeszła do Loch Ewe, gdzie formował się konwój RA-54A, udający się do Murmańska z transportem materiałów wojennych. Konwój wyruszył w drogę 15 listopada, „Burza” wespół z 7 innymi niszczycielami i korwetami ochraniała ten konwój w rejsie na północ, za koło polarne, po którego przekroczeniu „Burza” odłączyła się i powróciła do Loch Ewe, a następnie do Greenock. Konwój bez przeszkód dotarł do miejsca przeznaczenia.
Od 2 grudnia okręt powrócił w skład grupy B-3, której przypadło zadanie ochrony konwojów na trasie do Gibraltaru i Sierra Leone. 8 grudnia okręt wyruszył w eskorcie konwojów KMS-35, udającego się do Gibraltaru, i OS-61, płynącego do Sierra Leone. Obydwa konwoje szły początkowo razem, po dojściu na wysokość Gibraltaru rozłączyły się, kierując się do swoich miejsc przeznaczenia. „Burza” zawinęła na 3 dni do Gibraltaru, po czym 24 grudnia wyszła w rejs powrotny, w ochronie konwoju MKS-34, do którego na morzu dołączył płynący z Sierra Leone konwój SL-143. W trakcie obydwóch rejsów nie napotkano nieprzyjaciela. Podczas rejsu powrotnego, 4 stycznia, jeden z podoficerów „Burzy”, zmagający się z depresją bosmanmat Longin Kuczwald, popełnił samobójstwo wyskakując za burtę. Okręt dotarł do Greenock 5 stycznia 1944 roku. Rejsy do Gibraltaru trwały przez cały pierwszy kwartał roku 1944, z krótkimi przerwami na drobne remonty i czyszczenie kotłów. Okręt przeprowadził w tym czasie 8 konwojów (15–28 stycznia: KMS-39 i OS-65, 6–12 lutego: MKS-38 i SL-147, 24 lutego–7 marca: KMS-43 i OS-69, 13–23 marca: MKS-42 i SL-151). 31 marca sfatygowana „Burza” wyszła do Newcastle upon Tyne na remont. W związku ze złym stanem technicznym okrętu i brakiem części zamiennych postanowiono, że okręt nie powróci do służby w pierwszej linii.

### Przesunięcie do rezerwy
2 kwietnia 1944 roku „Burzę” wycofano ze składu grupy B-3 i przeniesiono do rezerwy. Zrezygnowano z przeprowadzenia pełnego remontu, zamiast tego 7 kwietnia skierowano okręt do West Hartlepool na konserwację i niezbędne naprawy. Po ukończeniu napraw KMW postanowiło wykorzystać „Burzę” jako okręt szkolny, na jej pokładzie od końca 1944 roku organizowano kursy i szkolenia dla polskich marynarzy. 2 lutego 1946 okręt odholowano do Harwich, odtąd pełnił on funkcję okrętu-bazy dla OORP „Dzik”, „Sokół” i „Wilk”, również stacjonujących w tym porcie. W związku ze złym stanem maszyn okrętu, parę do zasilania urządzeń pokładowych i centralnego ogrzewania musiał podawać cumujący przy burcie trałowiec HMS „Primula”.

### Okres powojenny

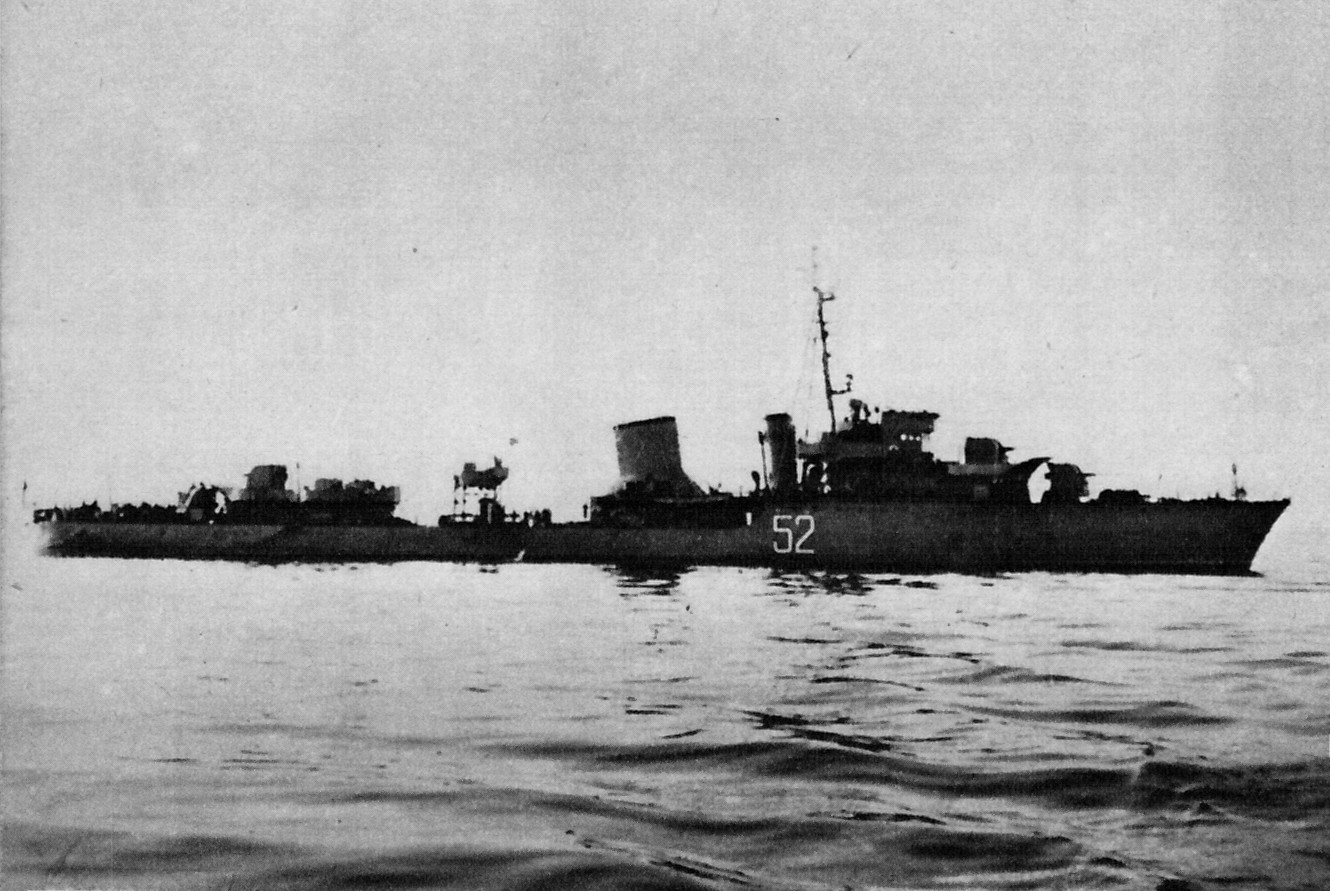
„Burza” po przebudowie na okręt obrony przeciwlotniczej, lata 50. XX wieku

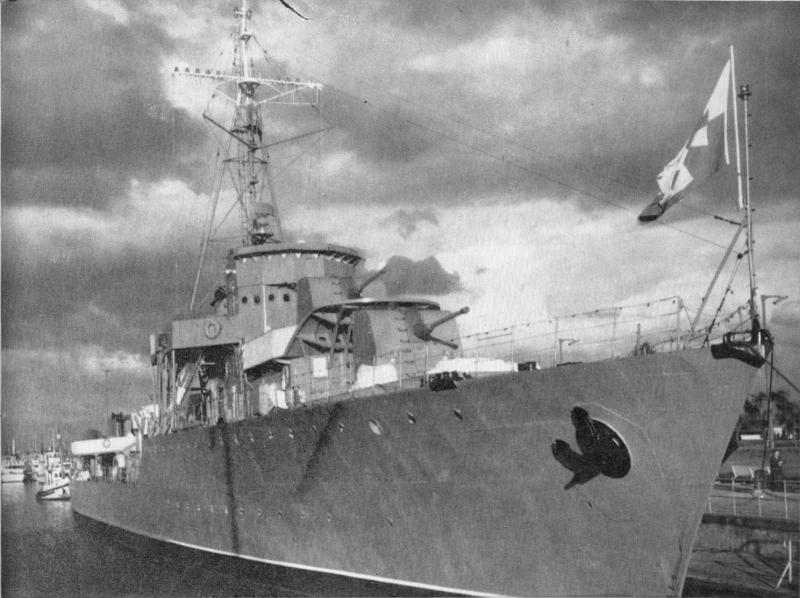
ORP „Burza” po przezbrojeniu, jako okręt-muzeum

W związku z rozwiązywaniem polskich sił zbrojnych na Zachodzie 26 września 1946 roku KMW nakazało opuszczenie polskiej bandery na „Burzy” i przekazanie okrętu do dyspozycji władz brytyjskich. Dopiero w 1947 roku rozpoczęły się rozmowy pomiędzy przedstawicielami rządu w Warszawie (Misji MW, pod przewodnictwem kmdr. por. de Waldena oraz zastępcy attaché morskiego kpt. mar. Zbigniewa Kowalskiego) i władz Wielkiej Brytanii na temat sprowadzenia okrętu do Polski. Ponieważ fatalny stan techniczny okrętu uniemożliwiał powrót o własnych siłach, a Wielka Brytania odmówiła udostępnienia stoczni dla przeprowadzenia remontu, rozważano przeholowanie go przez powracającą do kraju „Błyskawicę”, co jednak nie doszło do skutku. Brytyjczycy nie zgodzili się również na propozycję kmdr. de Waldena wymiany okrętu na jeden z obsadzanych przez Polaków niszczycieli typu „Hunt” .
W rezultacie impasu w pertraktacjach „Burza” (podobnie jak „Wilk”) niszczała przez 4 kolejne lata na postoju w Harwich. Dopiero po monicie władz brytyjskich w maju 1950 roku władze polskie podjęły starania o sprowadzenie pozostawionych okrętów. W lipcu 1951 roku holownik PRO „Swarożyc” przyholował „Burzę” z Harwich do Gdyni. Komisja, powołana do oceny stanu niszczyciela i jego ewentualnej przydatności do służby, stwierdziła, że okręt nadaje się do remontu i rekomendowała przyjęcie go, po przezbrojeniu, do służby w charakterze okrętu obrony przeciwlotniczej lub dozorowca do zwalczania okrętów podwodnych. Jesienią 1951 roku okręt trafił do doku Stoczni im. Komuny Paryskiej w Gdyni, gdzie rozpoczęto prace związane z naprawą kadłuba. Do remontu wykorzystano części wydobyte przez nurków z wraku bliźniaczej jednostki – „Wichra”, takie jak śruby, zawory czy włazy, których zakupienie lub odtworzenie było trudne .
Jednocześnie opracowywano koncepcję przebudowy i przezbrojenia okrętu, przy czym zasugerowano się częściowo przedwojennymi planami modernizacji niszczycieli typu „Wicher”. Podczas prac, które rozpoczęły się 1 kwietnia 1952 roku, zmieniono kształt nadbudówki głównej (nowe stanowisko dowodzenia i maszt główny, zmiana otworów okiennych z kwadratowych na okrągłe), zlikwidowano drugi i trzeci komin, a zamiast nich ustawiono jeden szeroki komin z płaszczem, przypominający komin „Błyskawicy”, w miejscu nadbudówki na śródokręciu zbudowano ażurową konstrukcję z zapasowym stanowiskiem dowodzenia i dalmierzem DM-1,5 i powiększono nadbudówkę rufową. Całkowitej wymianie uległo uzbrojenie, na które odtąd składały się 4 armaty uniwersalne B-34U kal. 100 mm, 4 podwójne działka plot. W-11 kal. 37 mm, 4 miotacze typu Thornycroft Mk IV i jedna zrzutnia bomb głębinowych oraz dwa tory minowe na 60 min. Okręt otrzymał też nowe wyposażenie radioelektroniczne. W związku z opóźnieniem w dostawie uzbrojenia i wyposażenia radioelektronicznego ze Związku Radzieckiego, przebudowa okrętu uległa wydłużeniu i trwała do 15 marca 1955 roku. W wyniku przebudowy i przezbrojenia wyporność pełna okrętu zwiększyła się do 2240 ton, a liczebność załogi do 223 osób, zmniejszeniu uległa maksymalna prędkość, jaką okręt mógł rozwinąć – do 29 węzłów .
3 kwietnia tego roku na „Burzy” podniesiono banderę i wcielono ją do służby jako okręt przeciwlotniczy II rangi, z przydziałem w charakterze jednostki flagowej do Brygady Obrony Wodnego Rejonu Głównej Bazy w Gdyni, a następnie, od września 1957 roku, do 7. dywizjonu niszczycieli . Publiczny debiut weteranki w nowej postaci miał miejsce podczas obchodów Święta Morza w Szczecinie w 1955 roku. W dniach 1–4 lipca 1955 roku okręt asystował przybywającemu do Gdyni w kurtuazyjnej wizycie krążownikowi HMS „Glasgow”. Pod koniec miesiąca okręt wraz z „Błyskawicą” udał się na obchody święta MW ZSRR do Bałtyjska, zaś w dniach 8–11 września oba okręty odbyły wizytę w Portsmouth, gdzie podejmował je dawny dowódca 1. Flotylli niszczycieli, w skład której wchodziły w czasie wojny, adm. floty sir George Creasy. W trakcie pobytu w Portsmouth, oprócz oficjalnych wizyt u dowódcy bazy i burmistrza miasta oraz ich rewizyt na pokładzie okrętu, odbyły się spotkania i imprezy towarzyskie, m.in. mecz piłki nożnej pomiędzy drużyną złożoną z marynarzy polskich okrętów a reprezentacją wystawioną przez okręty bazujące w Portsmouth, wygrany przez Polaków 6:1. Delegacja załóg obydwu polskich okrętów odwiedziła ponadto cmentarz polskich lotników w Northolt, gdzie złożyła wieniec.
W latach 1956 i 1957 okręt ponownie wizytował Bałtyjsk przy okazji święta MW ZSRR, ponadto latem 1957 roku „Burza” uczestniczyła w szczecińskich obchodach 13. rocznicy uchwalenia manifestu PKWN. W związku z pogarszającym się stanem okrętu, zwłaszcza mechanizmów napędowych, i zasileniem MW przez nowsze niszczyciele projektu 30bis, jesienią roku 1959 postanowiono wycofać jednostkę ze służby i przekształcić w okręt-muzeum. Z dniem 24 lutego 1960 roku „Burza” została skreślona z listy jednostek bojowych floty .

### Okręt-muzeum

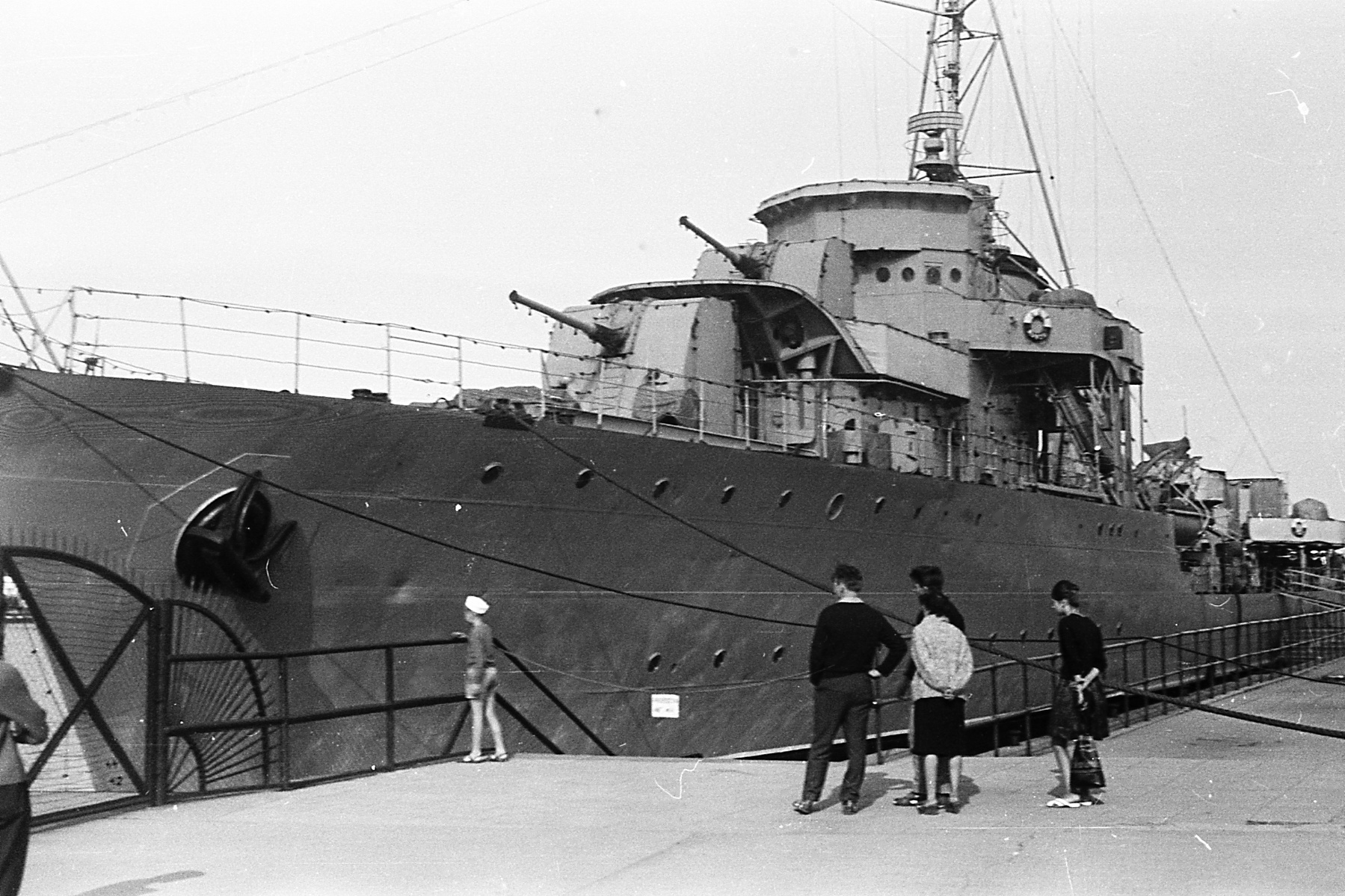
„Burza” jako okręt-muzeum w Gdyni

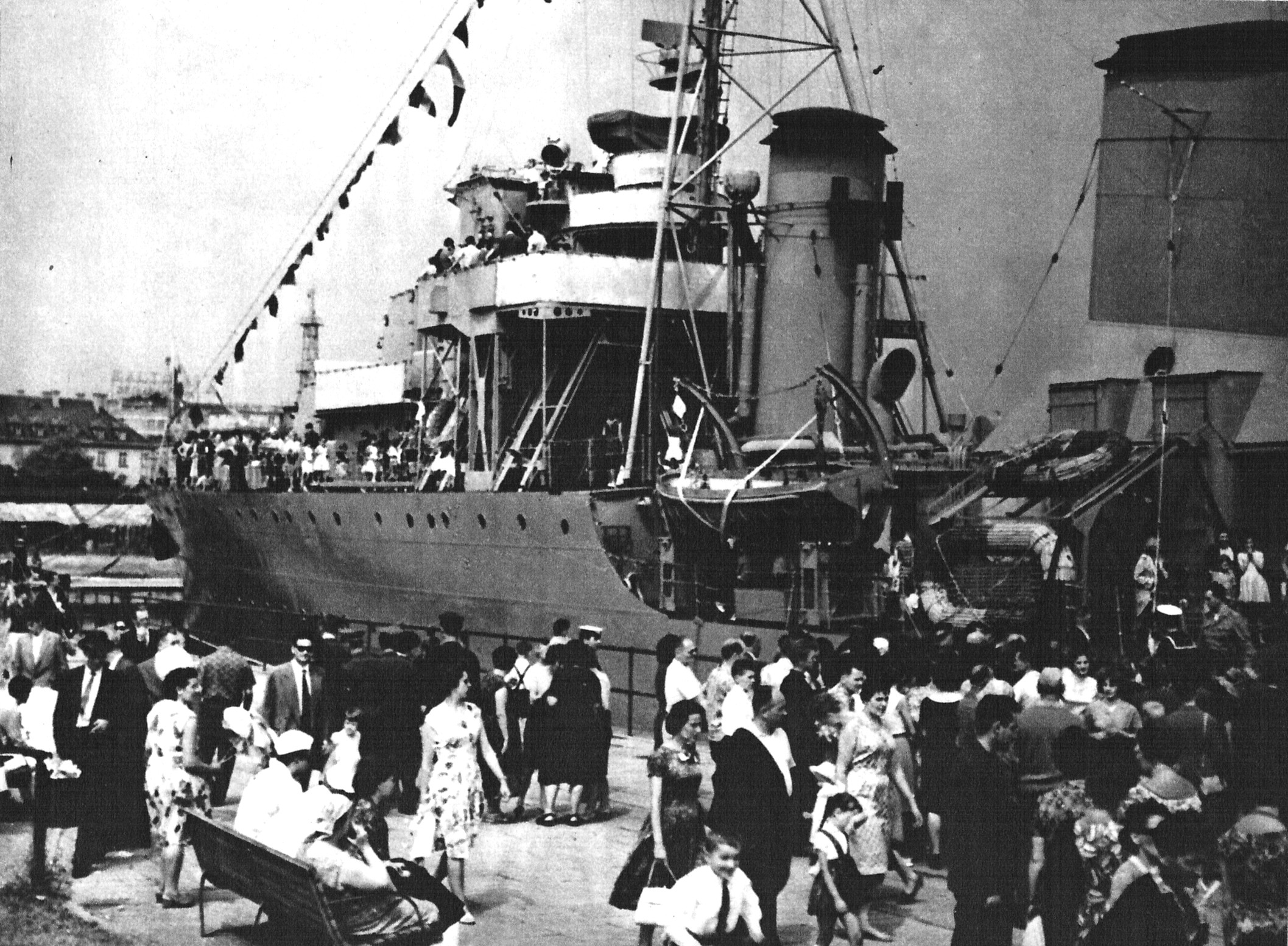
Zwiedzanie okrętu cieszyło się dużą popularnością – w trakcie 16 lat okręt odwiedziło 3,75 mln zwiedzających

Okręt poddano remontowi w warsztatach stoczni MW, który miał przystosować go do pełnienia nowej funkcji. Dokonano konserwacji urządzeń napędowych, wyremontowano iluminatory, odnowiono i pomalowano pomieszczenia. Adaptacje dotyczyły m.in. demontażu wyposażenia radioelektronicznego, zamiany stanowisk działek plot. W-11M na 70-K, przekształcenia dziobowych pomieszczeń marynarskich na sale wystawowe, montażu nowego trapu. Załoga została zredukowana do 20 marynarzy, których zadaniem oprócz utrzymania okrętu było również oprowadzanie turystów. Równolegle z pracami wewnątrz okrętu trwało przygotowanie miejsca przy nabrzeżu, gdzie stanąć miała „Burza”, oraz uporządkowanie spraw organizacyjnych. Ukonstytuował się Społeczny Komitet Przyjaciół Okrętu-Muzeum „Burza”, który określił, kiedy okręt będzie udostępniony do zwiedzania oraz na jakich zasadach. 31 maja 1960 roku „Burza” oficjalnie została uznana okrętem-muzeum, 6 czerwca przeholowano ją do basenu nr 1, gdzie stanęła przy Nabrzeżu Pomorskim. Pierwsi zwiedzający – wycieczka górników z kopalni „Nowy Wirek”, weszli na pokład 26 czerwca 1960 roku .
Okręt udostępniany był do zwiedzania w okresie od 1 maja do 12 października, w niektórych latach nieco dłużej (w 1963 roku – do 3 listopada). Zadaniem okrętu w nowej roli było przedstawianie i popularyzacja polskich tradycji morskich. W związku z tym oprócz statycznych ekspozycji muzealnych na pokładzie „Burzy” odbywały się różne imprezy i wydarzenia kulturalne. Wyświetlano filmy o tematyce marynistycznej, odbywały się spotkania z weteranami MW i obrońcami Wybrzeża, koncerty orkiestry reprezentacyjnej MW oraz występy zespołu estradowego MW. Rokrocznie na pokładzie „Burzy” harcerze Chorągwi Gdańskiej ZHP składali przysięgę harcerską. W 1961 roku jesienią na pokładzie „Burzy” odbył się kurs dla młodszych specjalistów okrętowych . Pozostałą część roku okręt spędzał w Stoczni MW, gdzie przeprowadzano remonty i prace konserwacyjne. W związku z pogarszającym się stanem kadłuba w 1975 roku zdecydowano, że funkcję okrętu-muzeum MW przejmie inna weteranka – „Błyskawica”, „Burza” zaś zostanie ostatecznie skreślona z listy floty .
W 1976 rozważano jeszcze umieszczenie okrętu jako muzeum w Szczecinie, ale miasto nie było tym zainteresowane. Banderę na okręcie opuszczono 28 czerwca 1976 roku, rozkaz o skreśleniu z listy floty wszedł w życie 31 grudnia 1976 roku. Kadłub okrętu, przeholowany do Basenu Zimowego portu wojennego w Świnoujściu, służył przez krótki czas do ćwiczeń przeciwpożarowych. Ostatecznie w 1977 roku okręt został zezłomowany  w Świnoujściu.

## Podsumowanie działalności okrętu
W okresie przedwojennym w ramach oficjalnych wizyt zagranicznych „Burza” odwiedziła Sztokholm, Leningrad, Kilonię, Helsinki, Tallin, Rygę, reprezentowała MW na rewii morskiej 20–21 maja 1937 roku w Spithead.
W trakcie działań wojennych II wojny światowej „Burza” przebyła 98 750 Mm, wykonała 45 patroli i innych zadań bojowych, uczestniczyła w ochronie 19 konwojów oceanicznych (6 na trasach do Ameryki Północnej, 5 do Afryki Zachodniej, 6 do Gibraltaru, 1 do Islandii, 1 do Murmańska) oraz 25 konwojów na wodach wokół Wysp Brytyjskich. Dokonała 17 ataków na U-booty, 19 razy ostrzeliwała nieprzyjacielskie samoloty, 3 razy uczestniczyła w pojedynkach artyleryjskich z bateriami nadbrzeżnymi, raz ostrzelała cele lądowe – niemiecką kolumnę zmotoryzowaną. Potwierdzone oficjalnie statystyki strat, jakie zadała nieprzyjacielowi, obejmują: 1 okręt podwodny zniszczony na pewno, 1 okręt podwodny zniszczony prawdopodobnie, 2 okręty podwodne uszkodzone, 2 samoloty zestrzelone na pewno, 2 samoloty zestrzelone prawdopodobnie.
„Burza” wielokrotnie udzielała pomocy załogom zatopionych i uszkodzonych okrętów i statków – łącznie uratowała ponad 500 rozbitków.
Okręt kilkukrotnie odniósł poważne uszkodzenia – raz w wyniku ataku lotniczego, kilkukrotnie w wyniku kolizji i podczas sztormowej pogody, w konsekwencji czego na remontach i naprawach spędził łącznie około 23 miesiące. Stosunkowo długi czas spędzony na remontach wynikł z niedomagań projektowych okrętu i słabej jakości prac francuskiej stoczni i jej podwykonawców, które obnażyła służba w trudnych warunkach na Atlantyku. Szeroko rozstawione wręgi w połączeniu ze znacznie (blisko czterokrotnie) większą niż u niszczycieli brytyjskich liczbą otworów (przejść) w grodziach powodowały, że kadłub był wrażliwy na działanie morza. W trakcie sztormów kłopoty sprawiały skraplacze, których rurki miały tendencje do pękania – woda kotłowa mieszała się wówczas z zaburtową wodą chłodzącą, co stanowiło zagrożenie dla kotłów. Choć „Burza” była uważana przez załogę za okręt pechowy, to tylko dwóch członków jej załogi zginęło w trakcie działań wojennych, a kilku odniosło rany.
Według Jerzego Pertka za służbę i akcje bojowe w trakcie bitwy o Atlantyk „Burza” uhonorowana została zbiorowo przyznaniem orderu Virtuti Militari, jednak informacja ta nie ma odzwierciedlenia w faktach.
W okresie powojennym pełniła służbę jako okręt obrony przeciwlotniczej, w ramach oficjalnych wizyt zagranicznych odwiedziła Portsmouth i Bałtyjsk. Przez 16 lat pełniła funkcję okrętu-muzeum MW, odwiedziło ją w tym czasie blisko 3 750 000 zwiedzających.

## Załoga okrętu
Dowódcy:

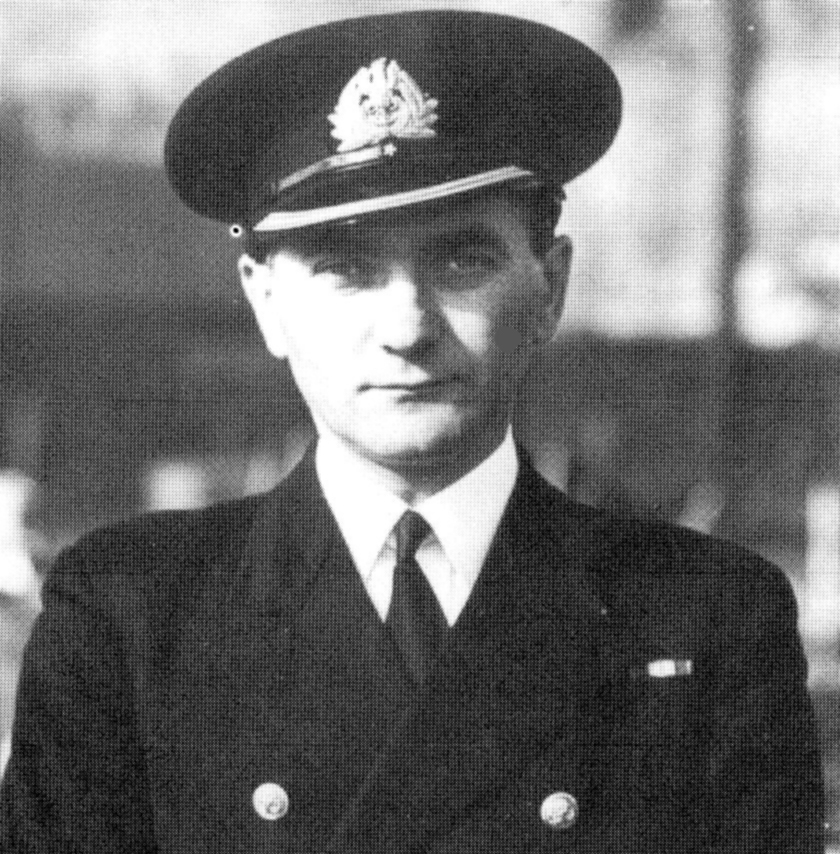
Pod dowództwem kpt. mar. Franciszka Pitułki „Burza” odniosła jedne ze swoich największych sukcesów

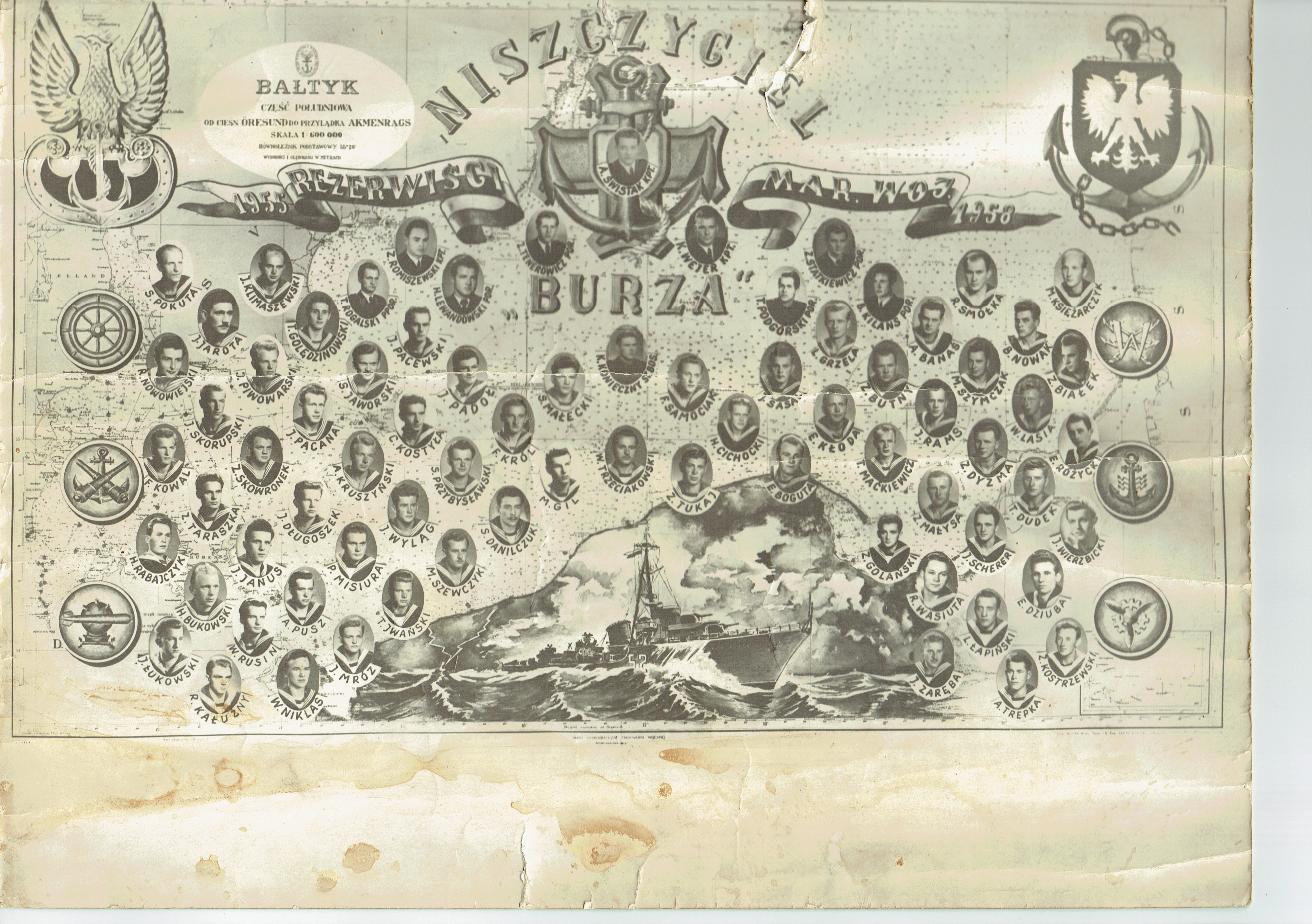
Tablica pamiątkowa ze zdjęciami oficerów i rezerwistów służących na „Burzy” w latach 1955–1958

- kmdr ppor. Bolesław Sokołowski – 9 IX 1930 – 1 III 1934
- kmdr ppor. Marian Majewski – 1 III 1934 – 31 XII 1935
- kmdr ppor. Włodzimierz Kodrębski – 31 XII 1935 – 31 XII 1937
- kmdr ppor. Stanisław Nahorski – 31 XII 1937 – 16 II 1940
- kmdr ppor. Wojciech Francki – 16 II 1940 – (?) VII 1940
- kmdr ppor. Antoni Doroszkowski – (?) VII 1940 – 30 XI 1940
- kpt. mar. Jan Tchórznicki – 30 XI 1940 – 22 I 1941 (p.o.)
- kmdr ppor. Zbigniew Wojewódzki – 22 I 1941 – (?) III 1942
- kpt. mar. Franciszek Pitułko – 20 VII 1942 – 26 VI 1944
- por. mar. Stanisław Kince – 7 IV 1944 – 5 VI 1944 (oficer nadzorujący okręt w rezerwie)
- por. mar. Przemysław Wesołowski – 5 VI 1944 – 21 VIII 1944
- kmdr ppor. Wacław Trzebiński – 21 VIII 1944 – 15 XI 1944
- kpt. mar. Konrad Sawicz-Korsak – 15 XI 1944 – 29 IX 1946

w okresie powojennym w MW PRL
- kpt. mar. Tomasz Terlecki
- kpt. mar. Józef Urbański
- kpt. mar. Zbigniew Szymański
- kpt. mar. Zenon Romiszewski
- kpt. mar. Zenon Tenerowicz

dowódcy okrętu-muzeum:
- kpt. mar. Waldemar Bednarski – 30 I 1959 – 24 III 1960
- kpt. mar. Józef Żywczak – 24 III 1960 – 11 IV 1960
- kmdr ppor. Leopold Tomczyk – 11 IV 1960 – 1970
- kmdr por. Jan Greń – 1971 – 1 III 1975
- kmdr ppor. Zbigniew Strych – 1 III 1975 – 28 VI 1976

## Zachowane elementy okrętu
Po rozbiórce okrętu zachowano niektóre jego elementy: maszt główny, miotacze bomb głębinowych, dalmierz, armatę przeciwlotniczą 70-K oraz armatę B-34U wraz z podajnikiem amunicji. Znajdują się one w Muzeum Oręża Polskiego w Kołobrzegu. Śruba „Burzy” znajduje się w Muzeum Marynarki Wojennej w Gdyni. Jedna z armat B-34U znajdowała się przez jakiś czas także przed Szkołą Podstawową nr 1 im. Marynarki Wojennej RP w Świnoujściu. Różne mniejsze przedmioty i pamiątki trafiły do zbiorów prywatnych stoczniowców. Jednym z eksponatów Fortu Gerharda w Świnoujściu jest toaleta z „Burzy”. Do zbiorów gdyńskiego Muzeum trafiło również 12 tomów oryginalnej dokumentacji technicznej okrętu. Dwa z tomów zostały odrestaurowane i zaprezentowane w 2019 roku, pozostałe, ze względu na zły stan zachowania, nie są publicznie wystawiane ani udostępniane badaczom.

## Okręt w kulturze
Okręt doczekał się wielu opracowań popularnych, w tym także wydanych zagranicą – Artur Aronson za szkic historii okrętu pt. „The Burza was a destroyer”, opublikowany w 1958 roku w miesięczniku United States Naval Institute Proceedings otrzymał nagrodę Westcott Prize. Sylwetkę okrętu przedstawiono w 2. tomiku serii TBiU. „Burza” jest tematem wielu obrazów Adama Werki, niektóre z nich zostały wykorzystane do zilustrowania publikacji traktujących o polskiej Marynarce Wojennej. Obrazy okrętu i jego udziału w akcji w eskorcie konwoju ON-166 wykonał Anthony O. Fisher – były one reprodukowane w magazynie „Life”. Wielokrotnie wznawiane były wydania kartonowych modeli okrętu w serii „Mały Modelarz”.